# Karnawał w Wenecji

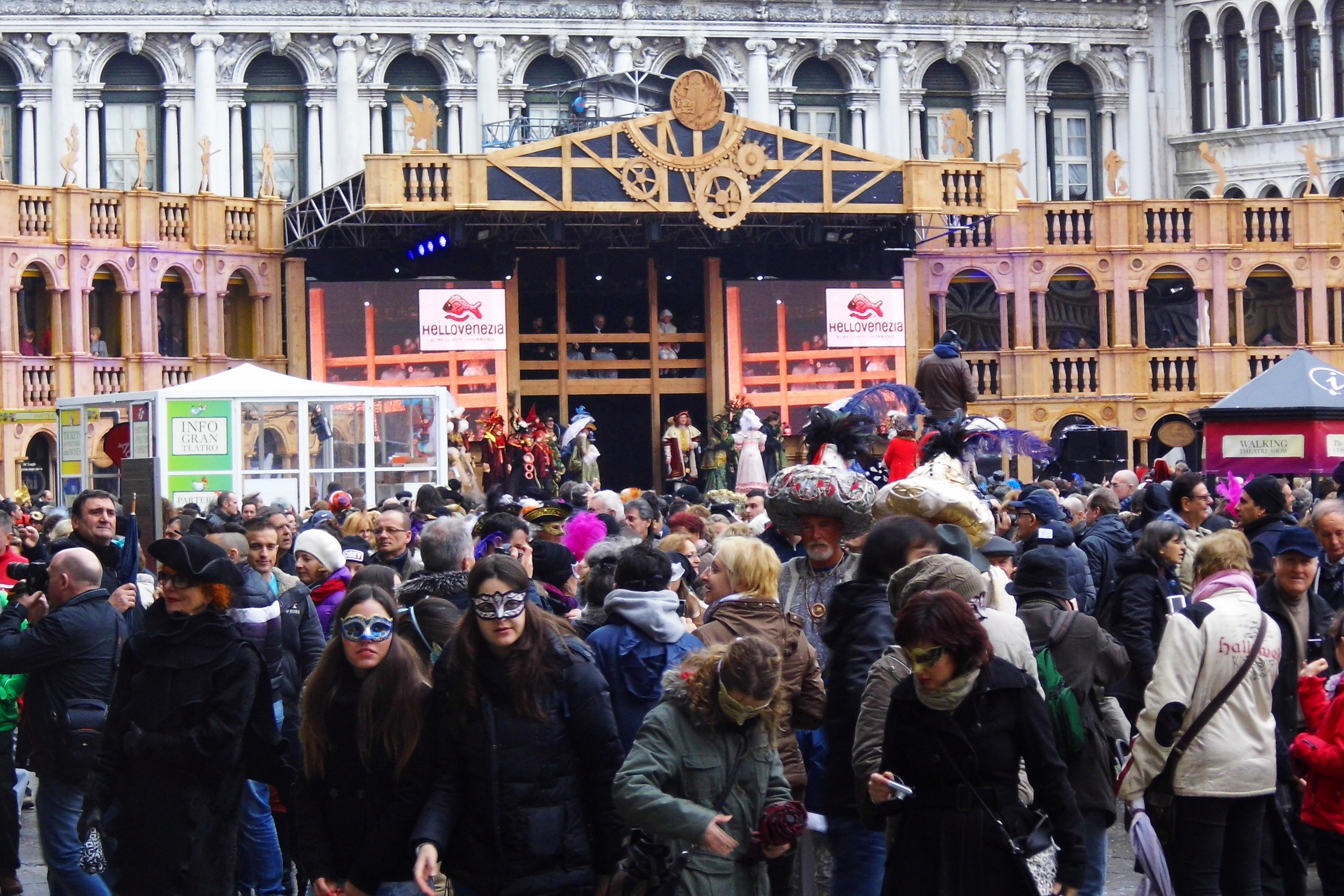
Tłumy na Placu św. Marka podczas karnawału w 2015 roku

Karnawał w Wenecji (wł. Carnevale di Venezia, wen. Carneval de Venèsia) – karnawał świętowany w Wenecji we Włoszech, słynący przede wszystkim z niezwykłych masek i kolorowych kostiumów, maskarad, a także ulicznych pokazów i jarmarków, ekskluzywnych balów, przedstawień teatralnych i muzycznych, parad, w których biorą udział wenecjanie i turyści. W czasie trwania karnawału w historycznym centrum miasta przechadzają się osoby przebrane w karnawałowe stroje i z maskami na twarzy. Obchody odbywają się od końca XI wieku, rozkwit przypadł na XVII i XVIII wiek, a w obecnej formie karnawał jest obchodzony od 1979 roku.

## Historia

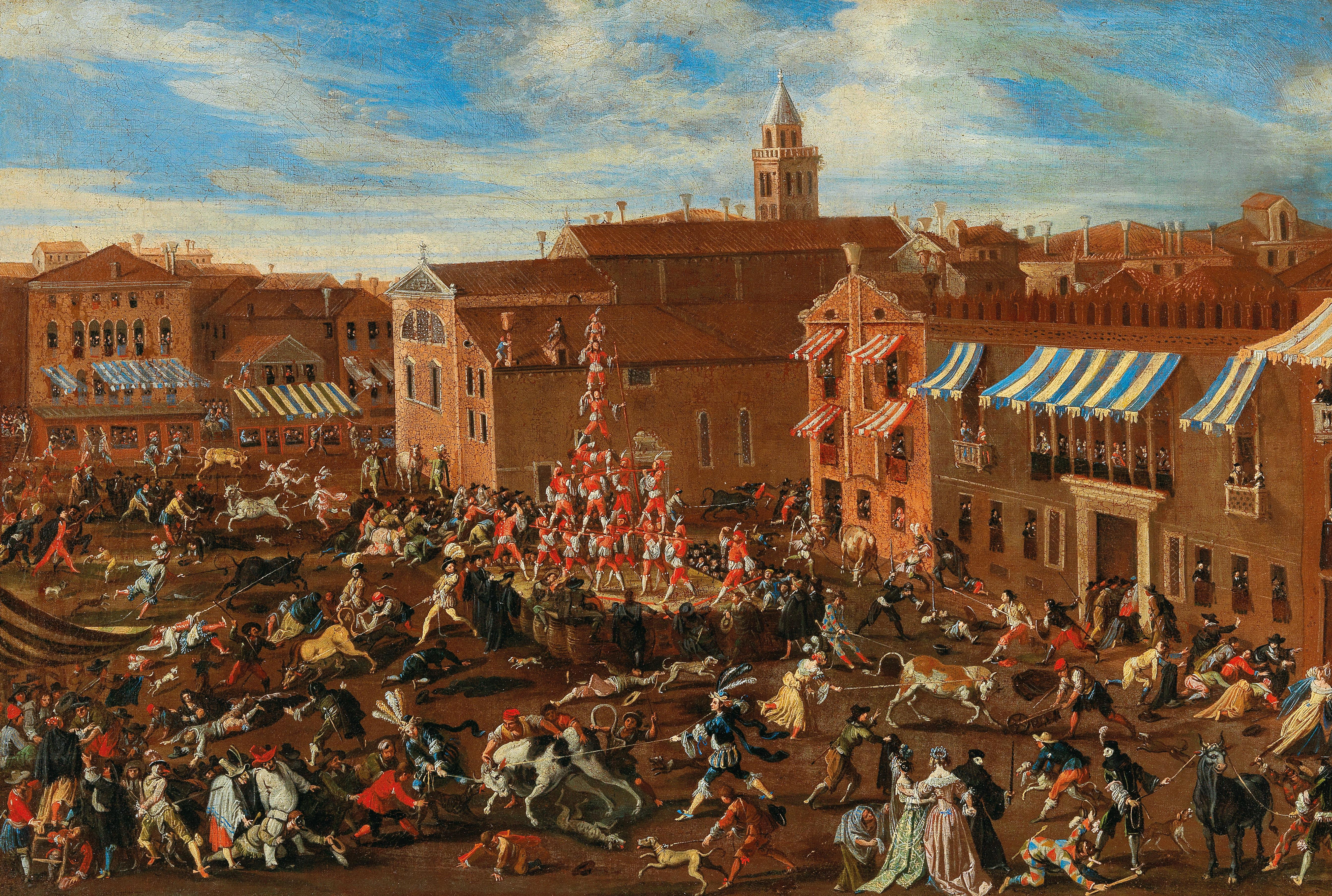
Karnawałowe pokazy na Campo San Polo, XVII wiek

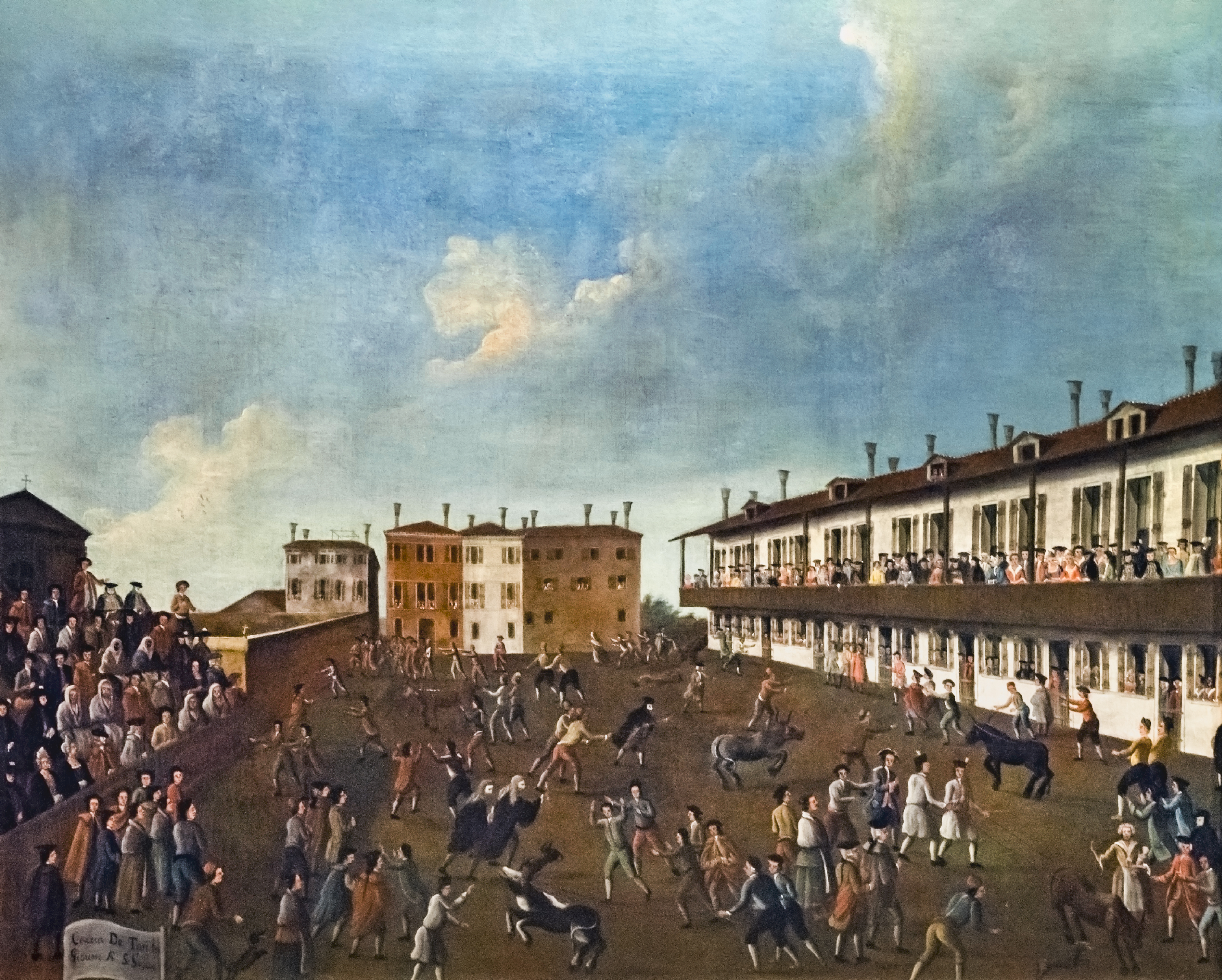
Spektakl z bykami caccia dei tori

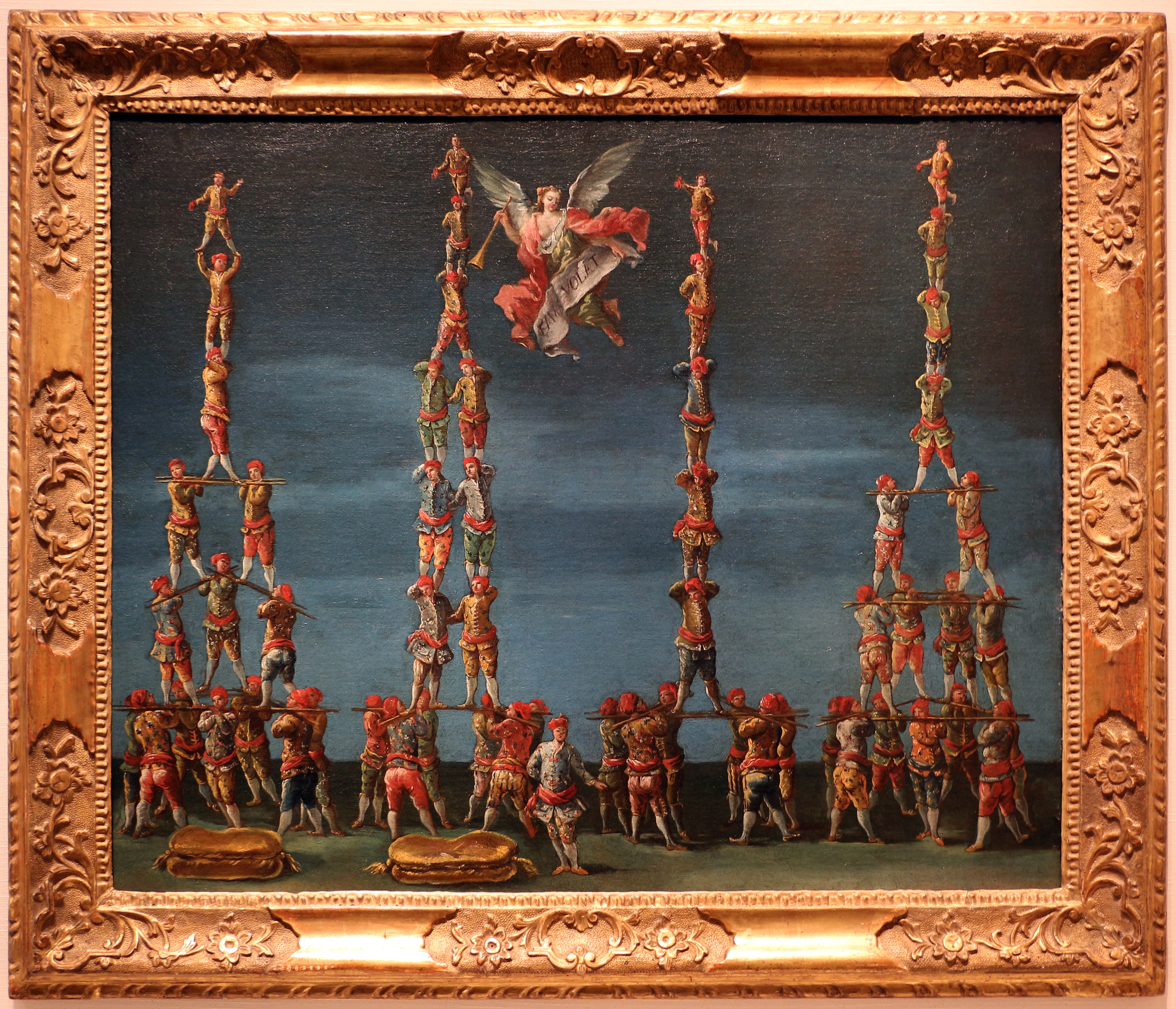
Ludzkie piramidy tworzone przez siłaczy, złożone z kilku pięter – jeden z tradycyjnych karnawałowych popisów atletyczno-akrobatycznych nazywany „pokazem siły Herkulesa” (Le Forze d’Ercole)

Dokładna geneza świętowania karnawału nie jest znana. Badania wskazują, że tradycja ta została zapoczątkowana na długo przed naszą erą. W Europie odbywały się różne imprezy karnawałowe, których opisy zachowały się w historii. Jednak nie wszędzie w Europie imprezy karnawałowe były tak samo popularne. Najentuzjastyczniej karnawał był obchodzony w krajach europejskich graniczących z basenem Morza Śródziemnego: Francji (Montpellier), Hiszpanii (Barcelona, Sewilla) i Włoszech (Rzym, Neapol, Florencja, Wenecja). Mniej popularne były jego obchody w krajach Europy Środkowej. W Europie Północnej nie stanowił ważnego wydarzenia. W czasie karnawału noszono maski, przebrania, tańczono, śpiewano, bez umiaru jedzono, pito, rozluźniano rygory dotyczące zachowań seksualnych, miały miejsce także akty przemocy i agresji podczas pozorowanych bitew i zawodów. Zabawy, przedstawienia czy rytuały karnawałowe odbywały się w miejscach publicznych – na ulicach i placach w centrum miasta. Mieszkańcy byli jednocześnie uczestnikami i widzami.
Prekursorem weneckiego karnawału było rzymskie święto Saturnaliów, które z kolei było połączeniem jeszcze starszych uroczystości.
Historia karnawału w Wenecji sięga końca XI wieku, choć pierwsza historyczna wzmianka pochodzi już z 1094 roku z dokumentu sygnowanego przez dożę Faliera, który gwarantował prawo do obchodzenia karnawału – łac. carnis laxatio – w okresie poprzedzającym wielki post, lecz dopiero zwycięstwo Republiki Weneckiej pod rządami doży Michiela nad patriarchą Akwilei Ulrichem II w 1162 roku zapoczątkowało jedną z głównych karnawałowych tradycji. Po odbiciu Grado Ulrich II, jego dwunastu głównych wasali i setki jego żołnierzy zostało pojmanych i sprowadzonych do Wenecji. Po interwencji papieża w sprawie zawarcia pokoju więźniowie zostali uwolnieni w zamian za coroczną daninę dla Republiki Weneckiej w postaci 1 byka, 12 świń i 300 bochenków chleba. Ceremonia publicznego zarzynania byka i świń (symbolizujących odpowiednio Ulricha i jego wasali) w celu upamiętnienia zwycięstwa, odbywająca się każdego roku w dniu poprzedzającym tłusty czwartek na placu św. Marka, stała się tradycją i przetrwała jako element karnawału przez następne setki lat. Brali w niej udział wszyscy mieszkańcy, racząc się uroczystym posiłkiem i ciesząc z muzyki, tańców i pokazów akrobatycznych. Krwawego rytuału zaniechano około 1520 roku.

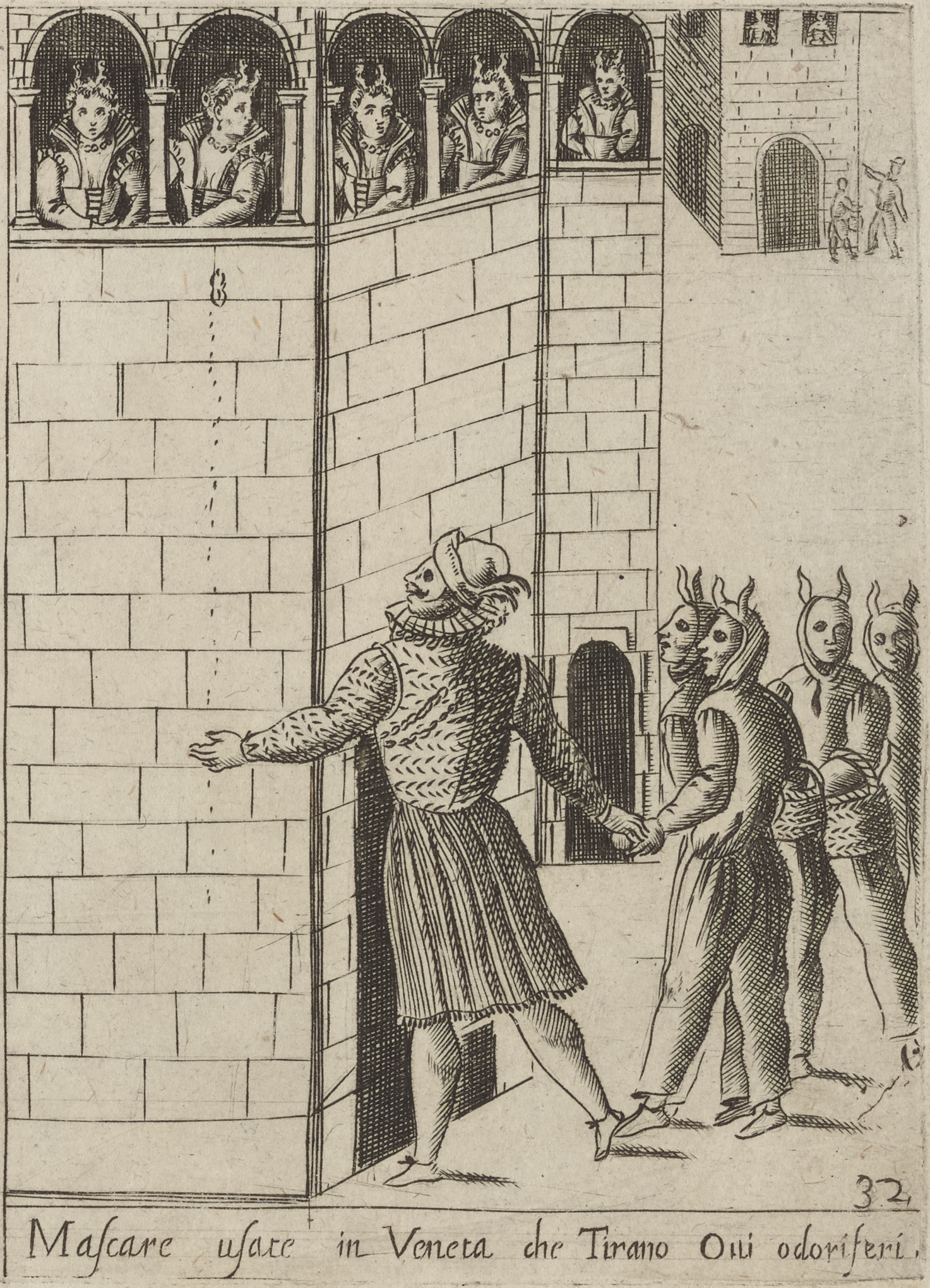
XVII-wieczna akwaforta przedstawiająca pięciu mężczyzn z twarzami zakrytymi maską, stojących przed budynkiem, z którego pięć kobiet spogląda na nich z okien; mężczyźni trzymają w rękach jajka (ovi odoriferi) lub kosze z jajkami i rzucają nimi w kierunku kobiet

Jedną z dawnych tradycji weneckiego karnawału było rzucanie perfumowanymi jajkami ovi odoriferi, czyli skorupkami jajek wypełnionymi pachnącą wodą różaną, przez młodych zamaskowanych mężczyzn wyrażających w ten sposób podziw wobec kobiet. Handlarze sprzedawali różne rodzaje perfumowanych jajek. Początkowo ovi odoriferi były rzucane przed domami adorowanych kobiet, ale wkrótce perfumowanymi jajkami zaczęto też obrzucać same kobiety i widzów. Zdarzało się też, że jajka wypełniano atramentem lub innymi szkodliwymi substancjami. W 1268 roku władze Wenecji zakazały rzucania perfumowanymi jajkami przez mężczyzn ukrywających swoje twarze za maskami. Była to zarazem pierwsza udokumentowana wzmianka o noszeniu masek podczas karnawału. 12 lutego 1339 roku publicznie zostały potępione wykroczenia popełnione przez osoby z maską na twarzy.

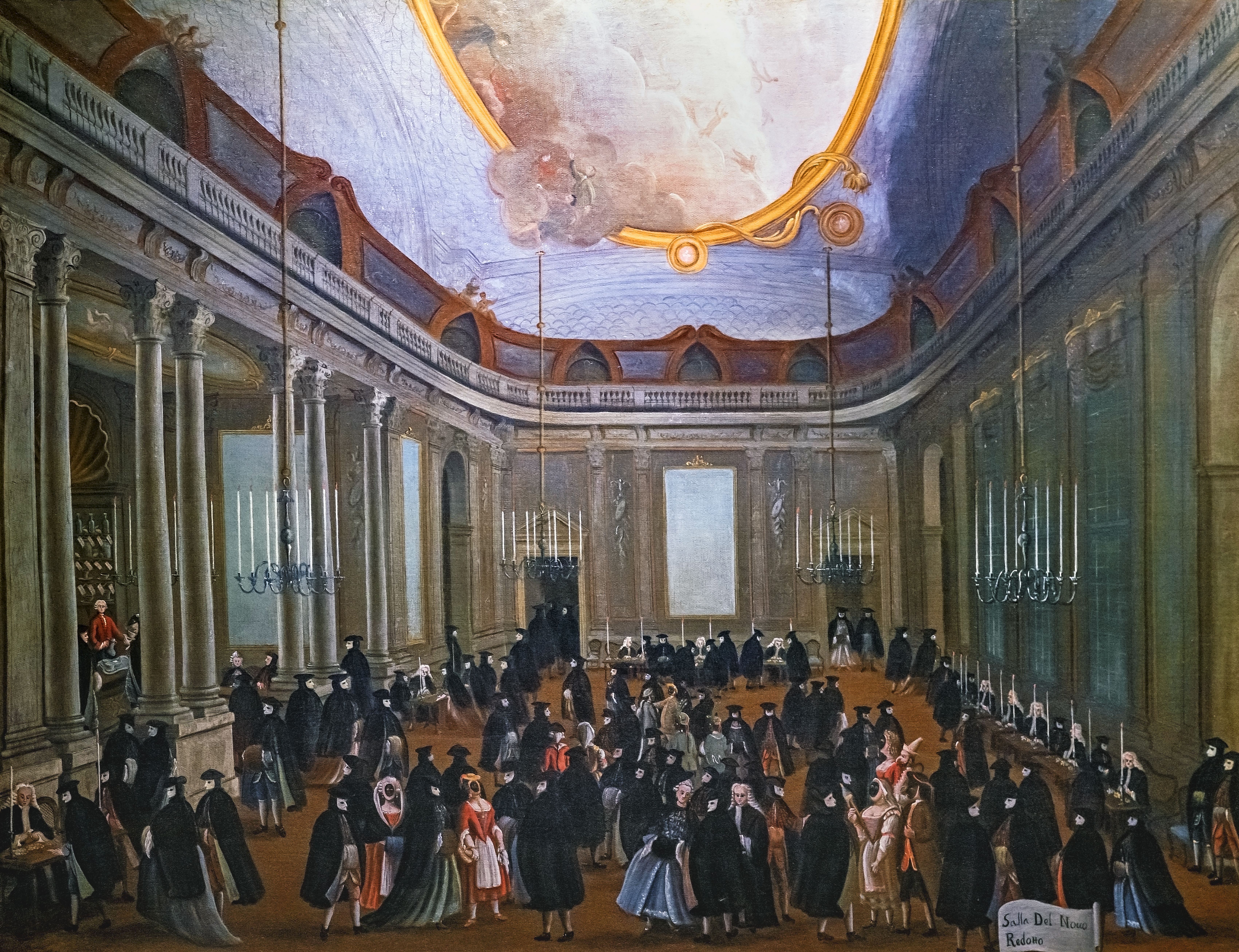
XVIII-wieczny lokal do gier hazardowych w Wenecji

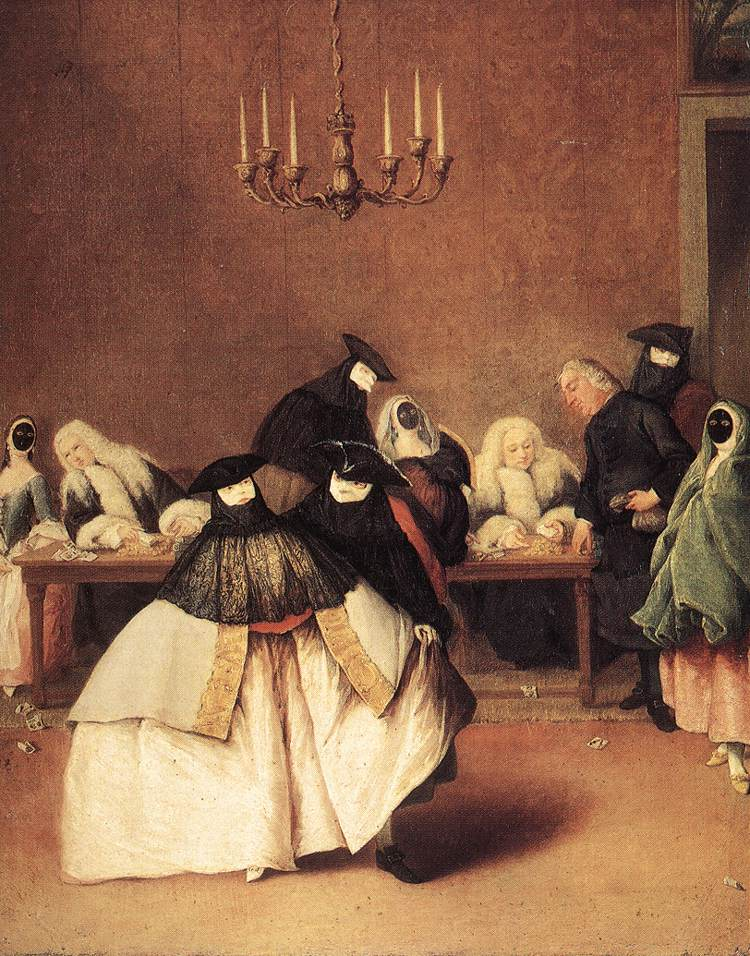
Bankierzy i klienci w ridotto

W 1296 roku karnawał został uznany za oficjalne święto przez Senato – zgromadzenie decyzyjne Republiki Weneckiej. Dekretem senatu ostatni dzień przed wielkim postem stał się świętem publicznym.
Karnawał w Wenecji nie był spontanicznym żywiołowym zjawiskiem, lecz wymagał wcześniejszych planów i przygotowań. Układany był scenariusz, wybierani aktorzy-uczestnicy, a poszczególne zdarzenia były koordynowane. Jego organizacja została sformalizowana już około 1400 roku. Powołano wtedy komitet organizacyjny Compagnie della Calza, w skład którego wchodzili młodzi weneccy arystokraci. W 1549 roku Rada Dziesięciu zleciła pieczę nad obchodami karnawałowymi specjalnemu wydziałowi zarządu miasta do spraw uroczystości państwowych Magistratura degli Ufficiali alle Rason Vechie.
W średniowieczu karnawał w Wenecji, będącej wówczas ważnym i zamożnym centrum handlowym i kulturalnym, przyciągał przybyszów z całej Europy i spoza niej. Weneckie karnawałowe uliczne zabawy, bale maskowe i jarmarki przyczyniły się do pojawienia się zaimprowizowanych występów ulicznych w maskach, które później stały się znane jako komedia del arte. Wraz ze wzrostem popularności karnawał zaczął także przyciągać coraz więcej osób mających złe intencje i szczególnie nocą dochodziło do popełniania przestępstw. Władze miasta wydawały szereg zakazów, np. w 1458 roku zabroniono mężczyznom przebierać się za kobiety w celu wejścia do żeńskich klasztorów. Wydano jeszcze wiele innych zakazów dotyczących noszenia masek, które jednak były powszechnie łamane.
Widzowie mogli oglądać śmiałków biorących udział w walce na pięści lub na kije, podczas której walczące grupy starały się zrzucić przeciwnika z mostu nad kanałem. Pierwsze wzmianki o tego typu zawodach toczących się na mostach pochodzą z 1421 roku. Bitwy te zostały zakazane na początku XVIII wieku z powodu licznych rannych.
Na placu zamienionym w arenę odbywały się walki między bykami i wielkimi psami, tzw. pogromy byków caccia dei tori. Trenowaniem psów do walki zajmowali się cavacani, zaś utrzymywaniem w ryzach byków trudnili się tiratori. Najpierw rozwścieczano byki biciem, kopniakami i głośnymi dźwiękami, następnie w grupach wpuszczano do areny po 3 lub 4 psy, które gryzły byki po bokach, uszach i jądrach. Celem było wyczerpanie byków i powalenie ich na ziemię. W przypadku niepowodzenia, psy i ich opiekunowie zostawali stratowani, ranni lub wzięci przez byka na rogi. Obojętnie jak zakończyła się walka, to ostatecznie byki były zabijane, np. ucinano im głowy.
Przed Pałacem Dożów miał miejsce spektakl fajerwerkowy. Od około 1524 roku budowano w tym celu specjalną drewnianą malowaną konstrukcję o kształcie wieży, która przypominała z wyglądu warownię Friuli zdobytą przez Wenecjan w 1420 roku. Obok ustawiano dwa podesty, na których tańczono moreskę.
Po uiszczeniu opłaty każda osoba z maską na twarzy mogła wziąć udział w balu maskowym zorganizowanym w domu, pałacu czy ogrodzie pod gołym niebem. Oprócz tego typu publicznych zabaw odbywały się także bale maskowe przeznaczone wyłącznie dla zaproszonych gości. Wokół placu św. Marka, gdzie odbywała się większość karnawałowych atrakcji, stały jarmarczne kramy, w których sprzedawano łakocie, medykamenty i „cudowne” eliksiry.
W XVII wieku zabawy karnawałowe zaczynały się nieoficjalnie już w październiku, były przerywane w połowie listopada i ponownie uroczyście inaugurowane 26 grudnia, lecz największe nasilenie uroczystości miało miejsce na kilka dni przed Popielcem – we wtorek na placu św. Marka spotykali się wszyscy wenecjanie z maskami na twarzy i obsypywali się masowo małymi gipsowymi kuleczkami, które sprzedawcy roznosili w dużych koszach. Na zakończenie palono na stosie kukłę pajaca Pagliaccio, będącego wenecką personifikacją karnawału. Po wybiciu północy, z kościoła San Francesco della Vigna, rozlegała się postna sygnaturka oznajmiająca nadejście środy popielcowej i wzywająca uczestników karnawału do pokuty.
Rozkwit karnawału przypadł na XVII i XVIII wiek. W XVIII wieku weneckiemu karnawałowi udało się przejąć od karnawału w Rzymie wiodącą pozycję wśród włoskich uroczystości karnawałowych. Dzięki zakryciu twarzy, zmienionemu przez maskę głosowi i przebraniu Wenecja podczas karnawału była uważana za idealne miejsce do bycia incognito i do ucieczki od zasad moralnych, w tym pozwolenia sobie na ekscesy seksualne. Karnawał przyciągał przyjezdnych i stał się źródłem dochodów. W 1701 roku karnawał w Wenecji odwiedziło 30 tysięcy gości. Przedstawiciele różnych stanów społecznych bawili się razem.

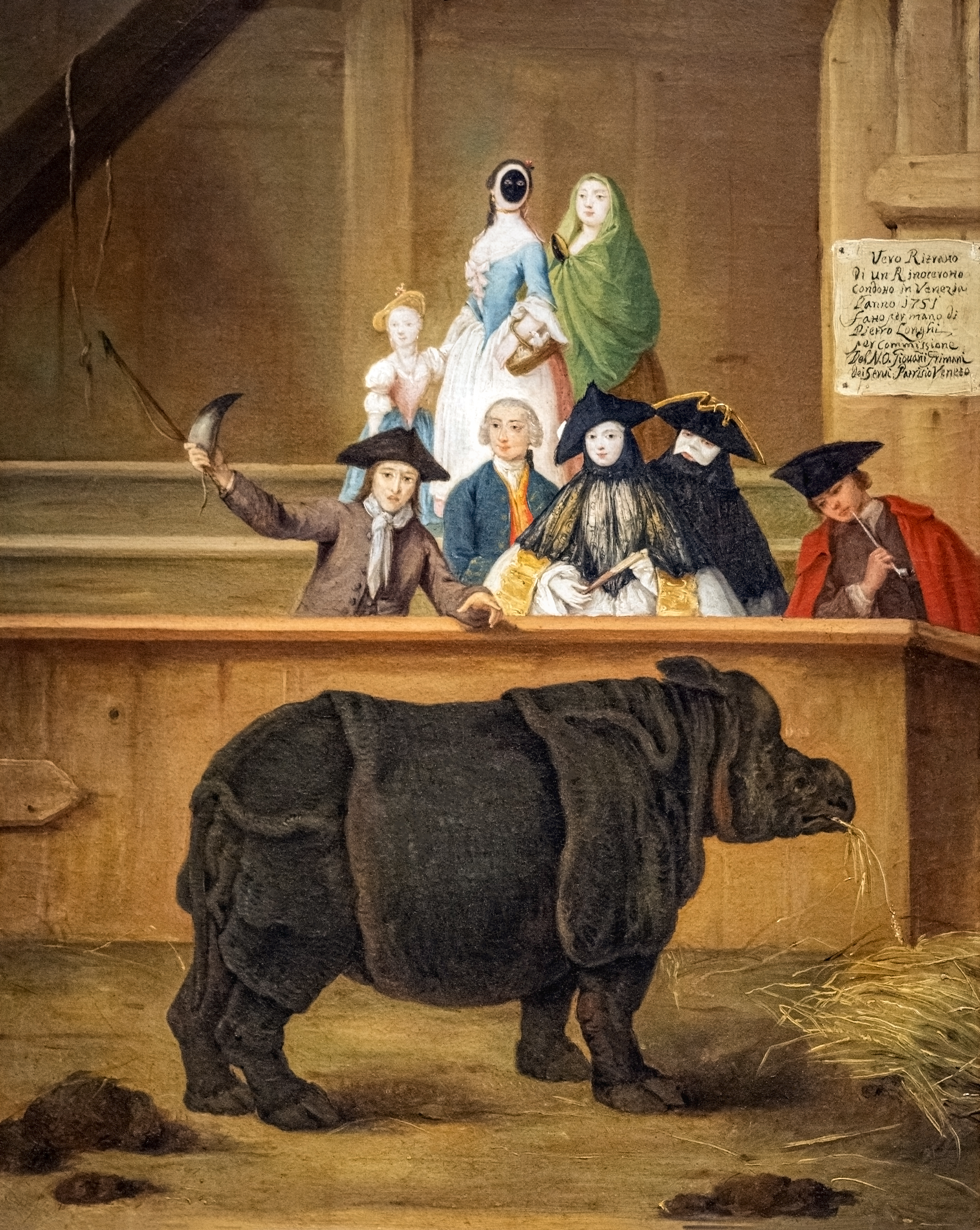
Pokaz nosorożca indyjskiego w Wenecji w 1751 roku

Na placu św. Marka miały miejsce występy magów, akrobatów, szarlatanów, atletów, linoskoczków, tancerzy, połykaczy ognia czy żonglerów, odbywały się pokazy fajerwerków i egzotycznych zwierząt oraz przedstawia kukiełkowe i muzyczne. Rozrywki dostarczały latarnie czarnoksięskie. W drugiej połowie XV wieku obchody karnawałowe zwiększyły się i nabrały większego splendoru. Weneccy rzemieślnicy wytwarzali piękne maski i wspaniałe kostiumy karnawałowe już na wiele miesięcy przed rozpoczęciem okresu zabaw. Coraz większą rolę podczas karnawału zaczęły też pełnić przedstawienia teatralne i operowe. Liczne teatry przygotowywały na ten czas jedną sztukę, którą później wielokrotnie odgrywano, a widzowie odwiedzali jeden teatr po drugim. Ówczesne teatry, obok kawiarni, były miejscem spotkań towarzyskich. Na początku XVIII wieku na placu św. Marka było przynajmniej dwanaście kawiarni, w tym otwarta 29 grudnia 1720 roku i w dalszym ciągu istniejąca Caffè Florian, która na początku działalności nosiła nazwę La VeneziaTrionfante.
Bardzo popularne było branie udziału w na ogół prostych grach hazardowych w domach gry nazywanych ridotto. W 1638 roku został otwarty pierwszy legalny tego rodzaju lokal. W 1744 roku w Wenecji było ich przynajmniej 118. Klienci byli zobowiązani do noszenia maski albo przynajmniej wąsów lub peruki, aby ukryć swoją tożsamość. Jedynie pracujący w ridotto bankierzy i krupierzy (wywodzący się z podupadłej arystokracji), którzy siedzieli za stołami z kartami i monetami, byli prawnie zobowiązani do niezakrywania twarzy. W 1774 roku władze miasta zadecydowały o zamknięciu największych publicznych domów gry ze względu na szerzące się uzależnienie od hazardu, prowadzące do zubożenia mieszkańców i zmniejszenia wydajności w pracy.
Karnawał odgrywał też rolę w polityce Republiki Weneckiej. W XV i XVI wieku był wykorzystywany do podkreślenia dominacji i świetności Republiki Weneckiej w stosunku do europejskich konkurentów, zaś w XVII i XVIII wieku służył do ukrycia osłabienia pozycji Republiki Weneckiej na arenie europejskiej.
Ostatni karnawał miał miejsce w 1797 roku. Po zdobyciu Republiki Weneckiej przez Napoleona w 1797 przestały odbywać się zabawy karnawałowe w dawnym stylu. Stan ten utrzymał się pod panowaniem Francji w latach 1805–1814 oraz Austrii w latach 1797–1805, 1815–1848 i 1849–1866. Dozwolony był jedynie formalny bal wiedeński, zaś karnawałowe zabawy miały miejsce na prywatnych przyjęciach.
W XIX wieku obchody karnawału miały miejsce jedynie podczas prywatnych uroczystości i stanowiły okazję do prezentowania twórczości artystycznej. Karnawał utracił swoje dawne znaczenie. W latach 30. XX wieku Benito Mussolini zakazał go całkowicie. Wenecki karnawał odrodził się dopiero w latach 80. XX wieku.

## Współczesność

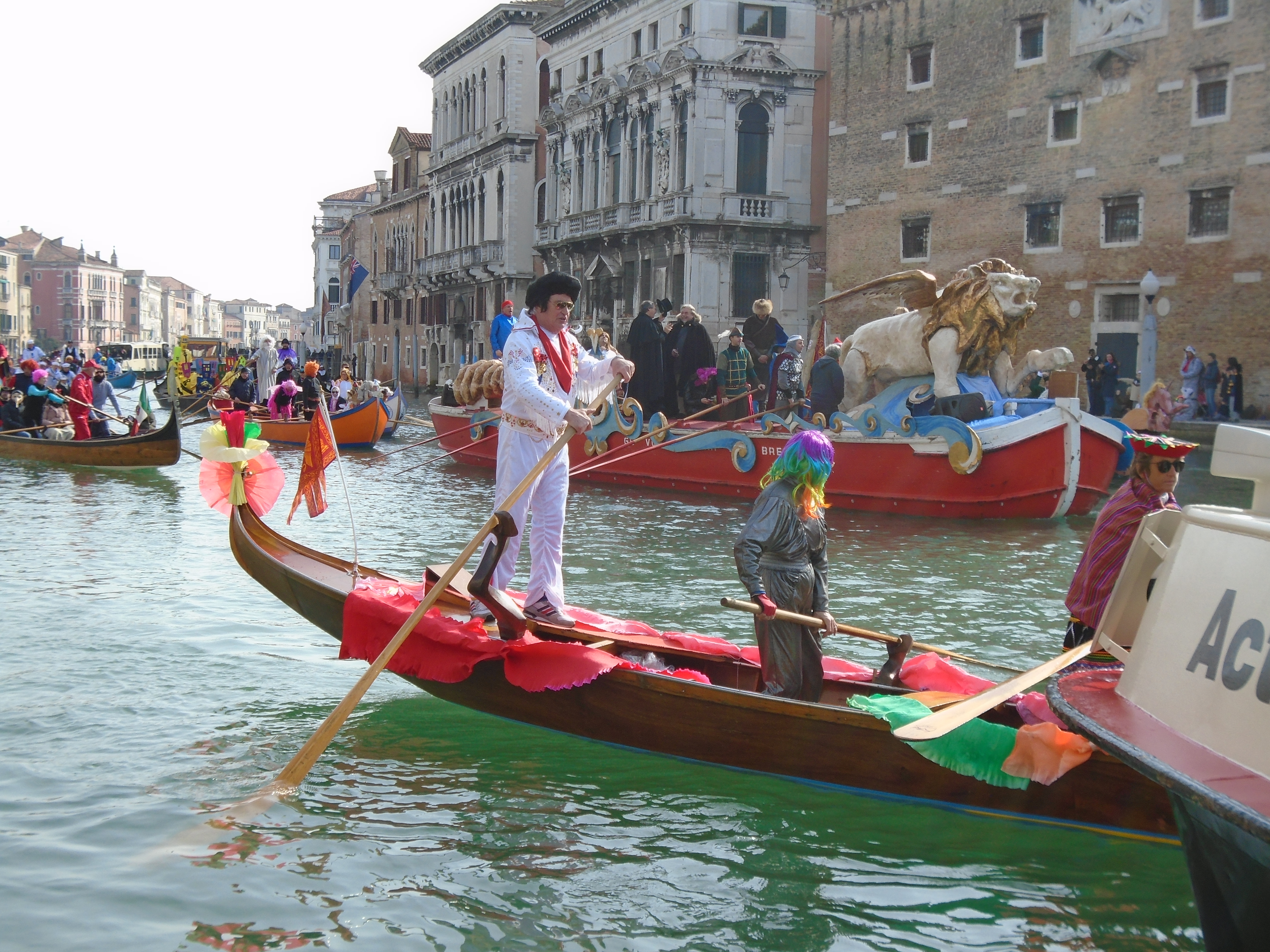
Parada gondoli

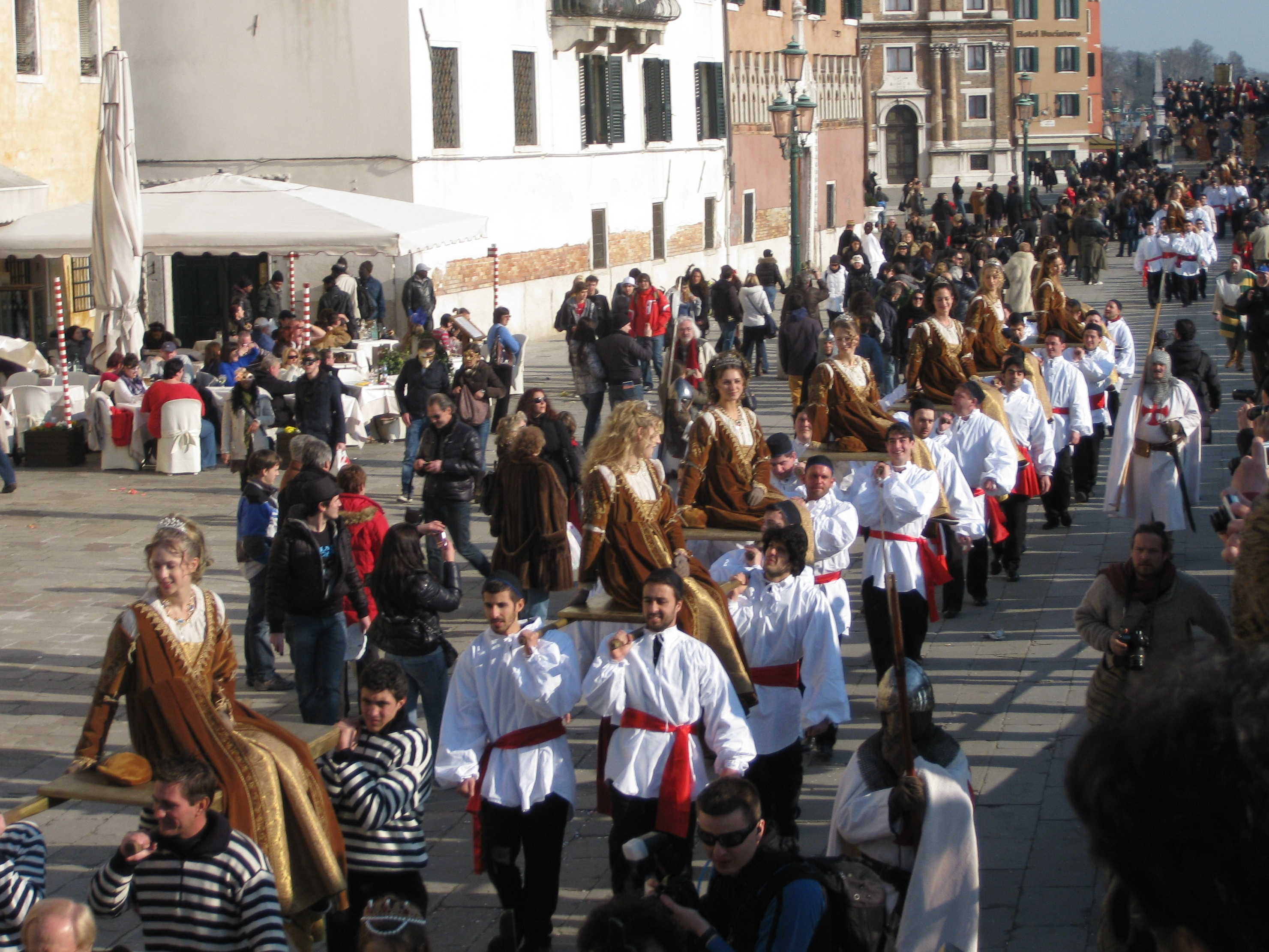
Festa delle Marie

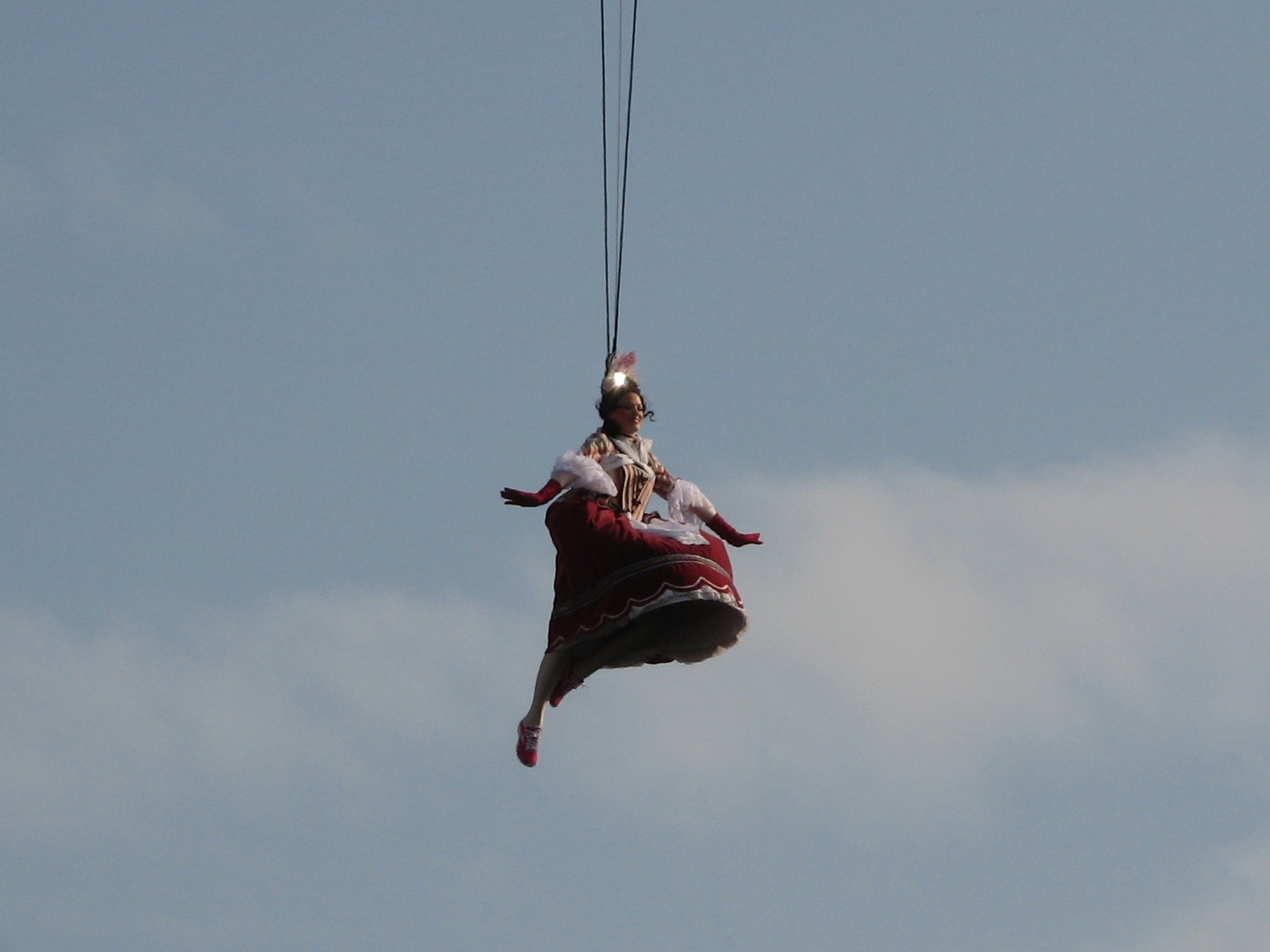
Volo dell’Angelo

Różne maski
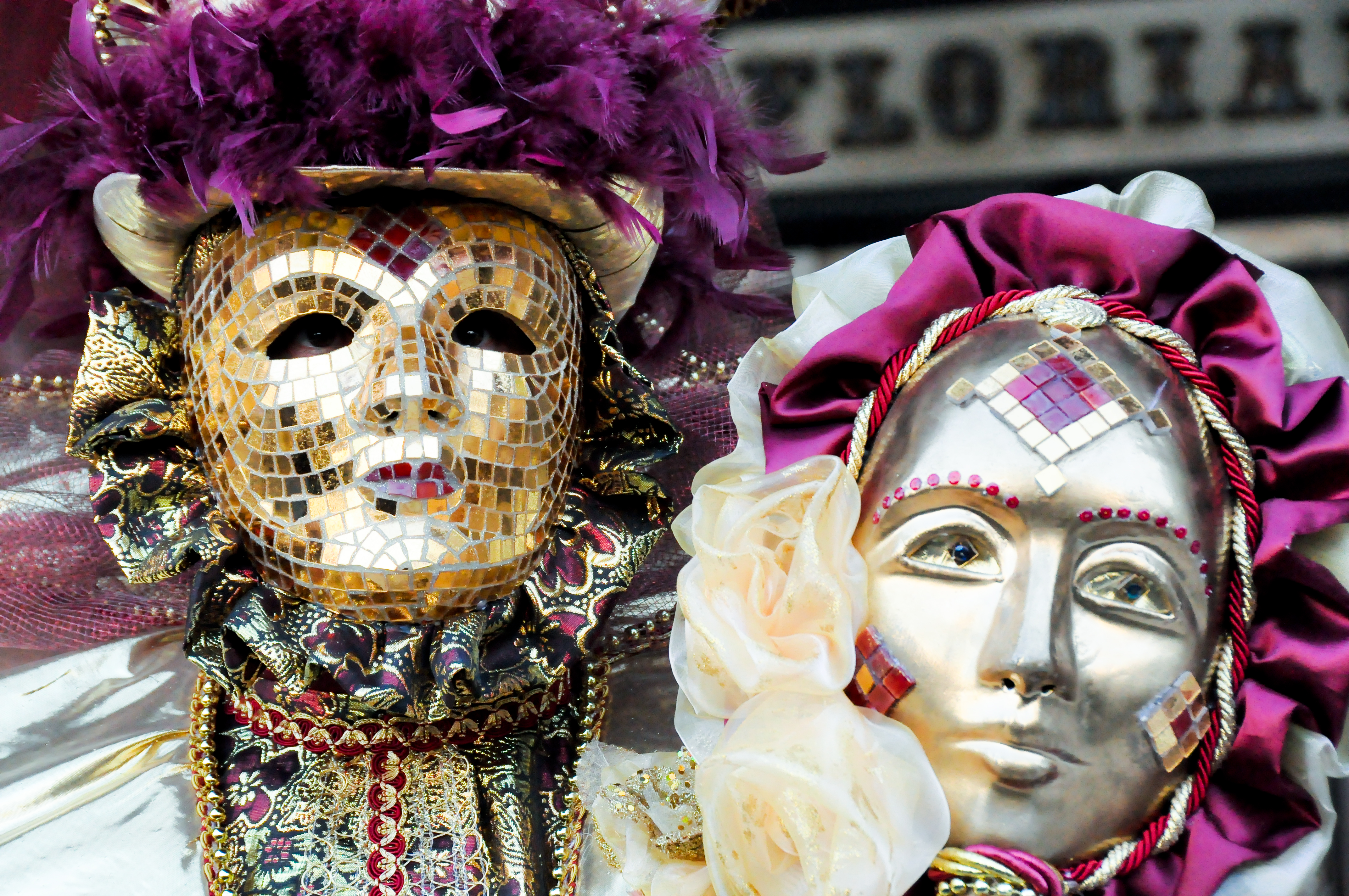
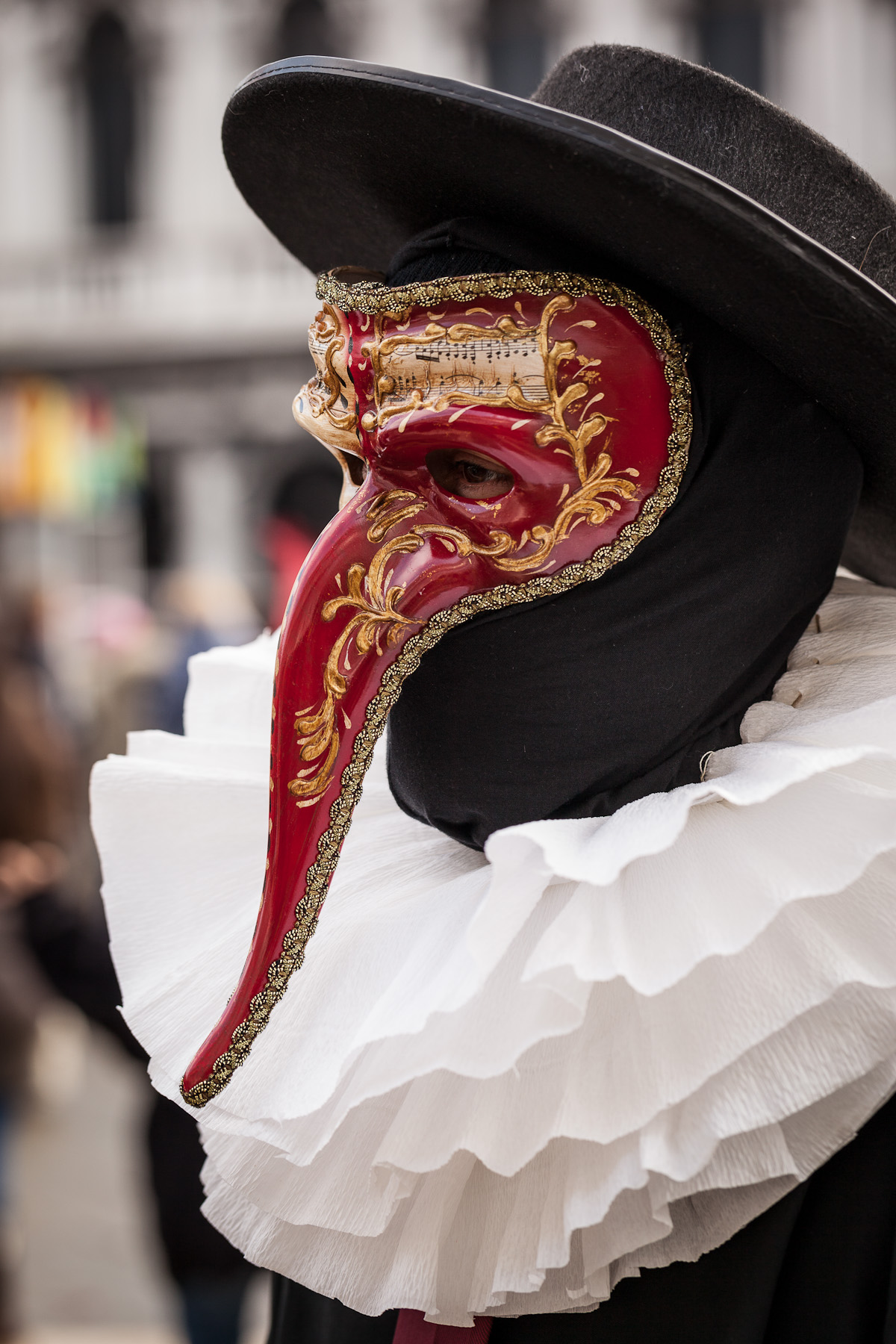
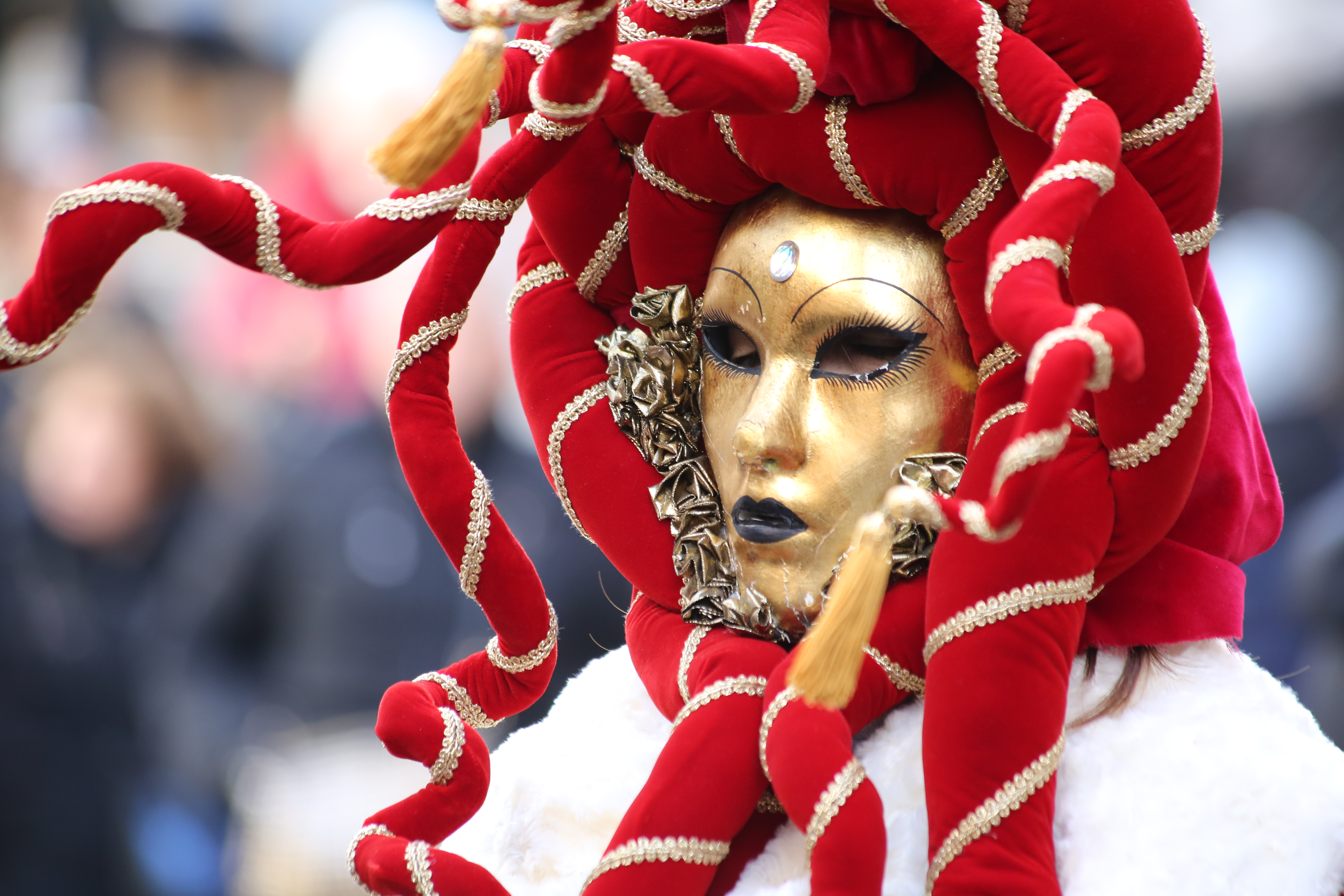

Maski na oczy
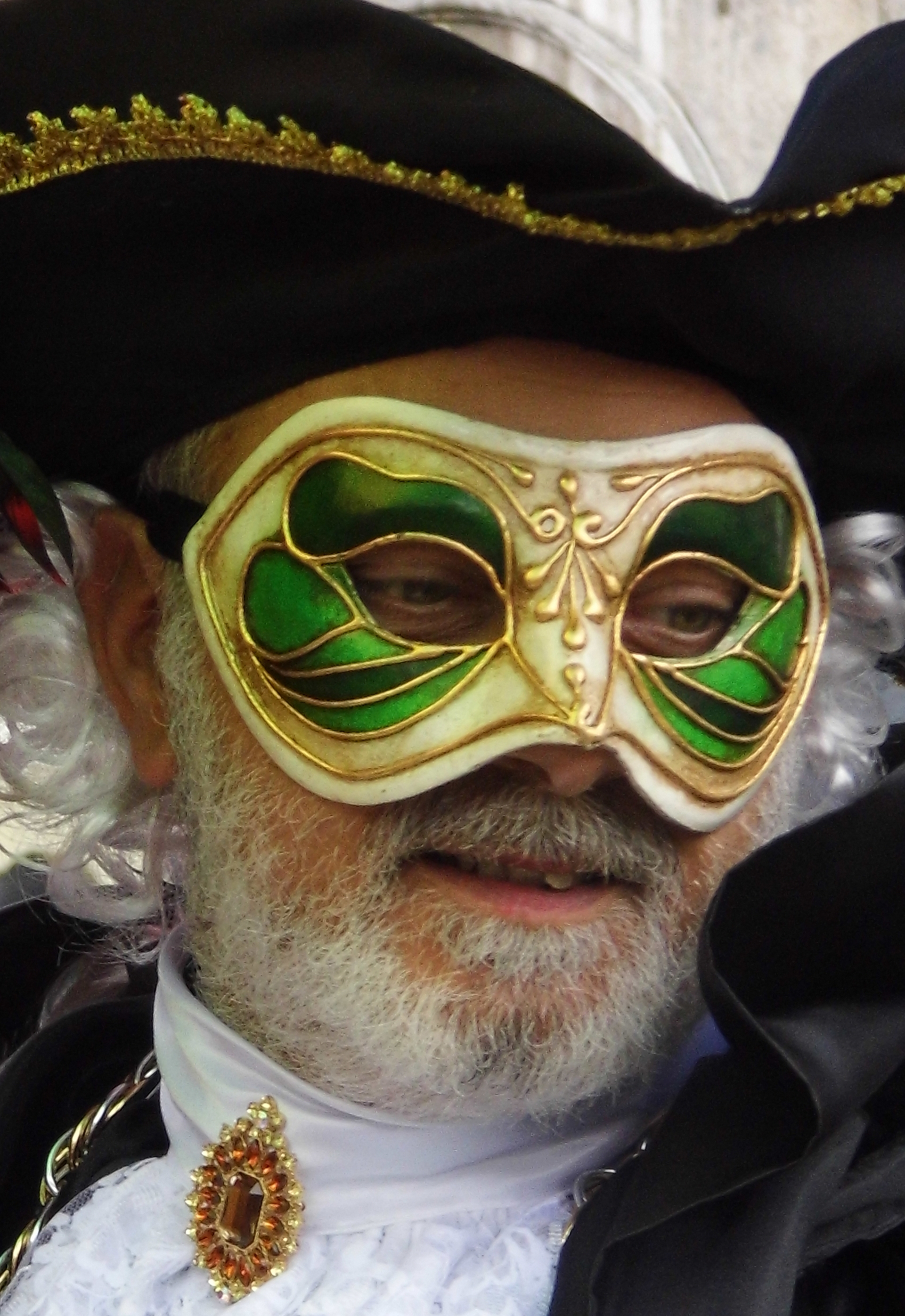
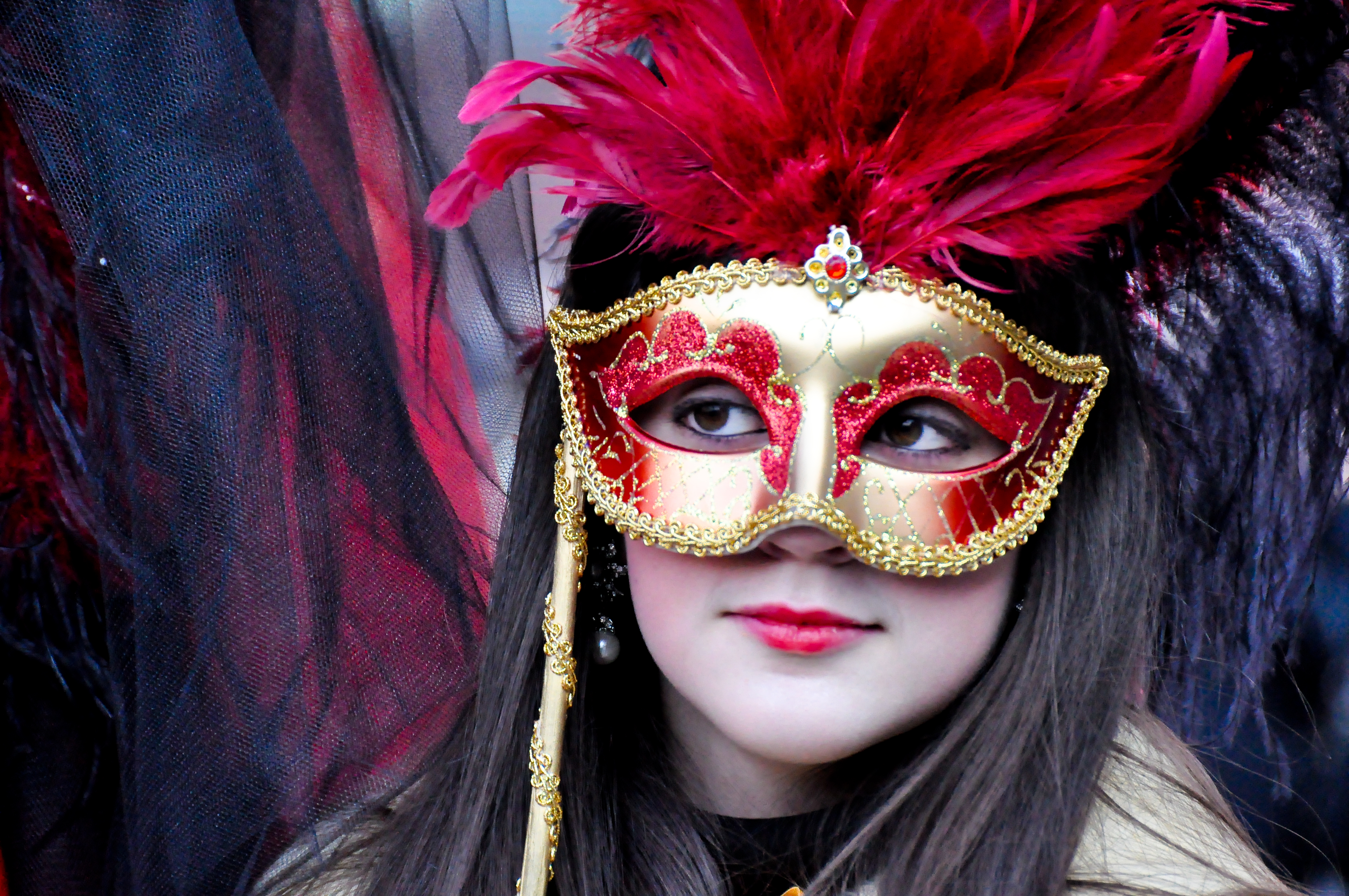
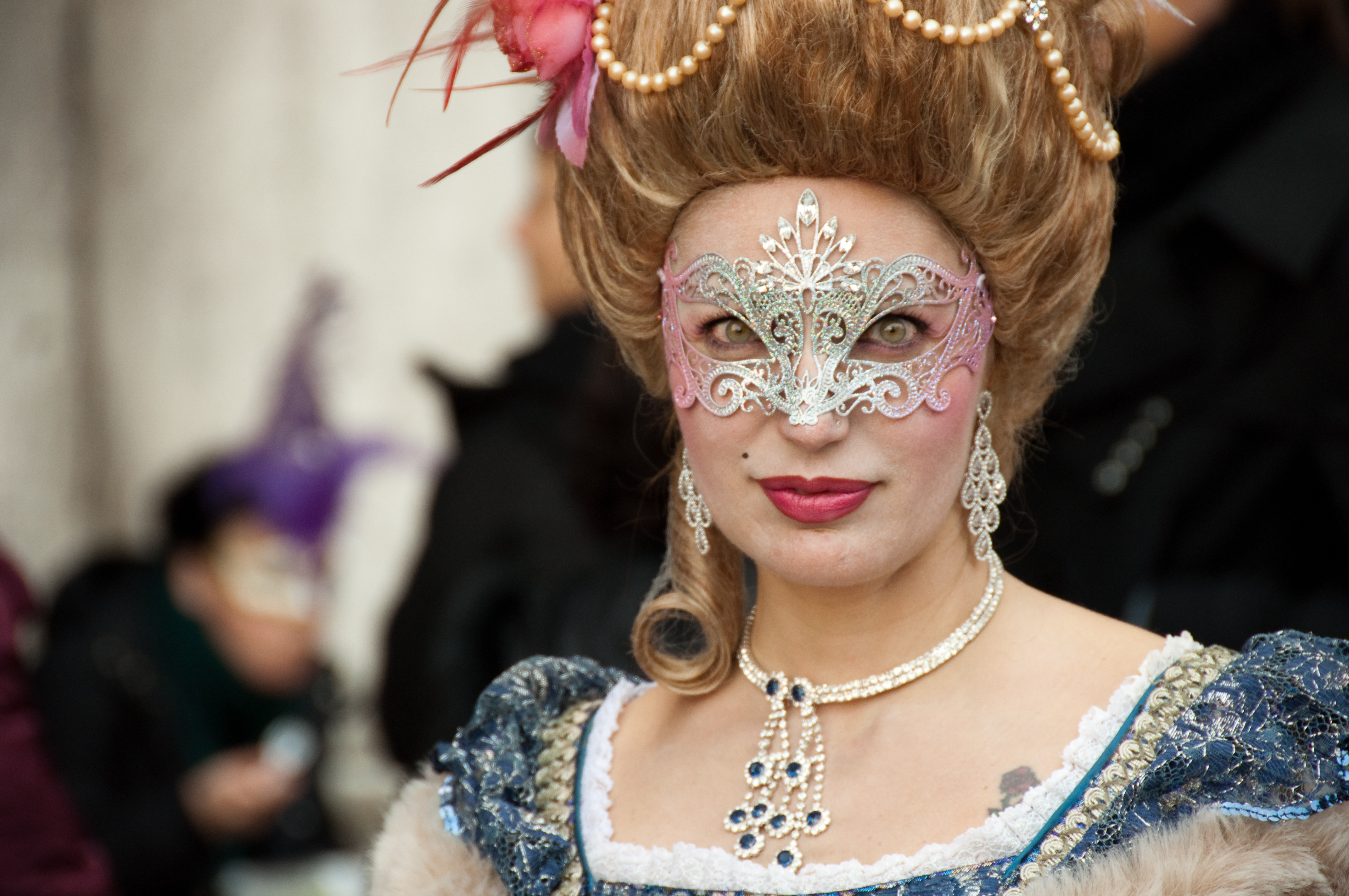

Po prawie 200 latach podjęto próby wznowienia karnawału jako części kulturowego dziedzictwa Wenecji. W 1979 roku karnawał został oficjalnie przywrócony dzięki wysiłkom rządu włoskiego i przedstawicieli społeczności weneckiej, starających się wskrzesić zainteresowanie wenecką historią i kulturą oraz ożywić gospodarczo miasto, przyciągając turystów. Karnawał zaczął odbywać się corocznie i z reguły trwa 10 dni. Odrodzony karnawał w Wenecji jest przedsięwzięciem nie tylko kulturalnym, ale także komercyjnym, które ma za zadanie przyciągać do Wenecji turystów w sezonie zimowym. Komitet organizacyjny karnawału, w skład którego wchodzi menadżer i dyrektor artystyczny, stara się także pozyskać sponsorów.
W 2020 roku dwa ostatnie dni karnawału zostały odwołane w związku z pojawieniem się zachorowań na COVID-19 we Włoszech, zaś w 2021 roku karnawał miał jedynie postać wirtualną. Obejmował m.in. transmisje telewizyjne z weneckiego kasyna, wywiady, krótkie filmy informacyjne dotyczące karnawału. W 2022 roku widzowie mogli już tradycyjnie wziąć w nim udział, ale zrezygnowano z niektórych imprez prowadzących do masowych zgromadzeń ludzi.
Termin i czas trwania karnawału jest ustanawiany każdego roku i przypada na pierwszy kwartał. Uroczystości karnawałowe z reguły rozpoczynają się w niedzielę przed tłustym czwartkiem i zostają zawsze zakończone we wtorek przed środą popielcową. Ponadto co roku ogłaszany jest nowy temat karnawałowy. Temat karnawału w 2024 roku, który odbywał się od 27 stycznia do 13 lutego, brzmiał Ad Oriente. Il mirabolante viaggio di Marco Polo i upamiętniał podróżnika Marco Polo w związku z 700-leciem jego śmierci.
Jedną z najważniejszych atrakcji karnawałowych jest wybór najpiękniejszej maski (wł. la maschera più bella).
Innym efektownym widowiskiem jest Festa delle Marie, spektakl oparty na historycznym wydarzeniu, które miało miejsce w 973 roku, gdy z Bazyliki Świętego Piotra w Castello podczas trwania uroczystości poświęconej Najświętszej Marii Pannie grupa dalmatyńskich piratów porwała 12 weneckich dziewcząt. Dzięki szybkiej akcji zorganizowanej przez dożę Pietro III Candiano dziewczęta zostały uwolnione i powróciły do Wenecji. Dwanaście Marii jest wybieranych co roku spośród kandydatek, którymi są kobiety w wieku 18 do 28 lat, zamieszkałe lub urodzone w Wenecji. Spomiędzy nich zostaje wyłoniona Maria dell’anno oraz faworytka czytelników lokalnej gazety „Il Gazzettino”.
Inną znaną wenecką tradycją karnawałową jest „lot anioła” (wł. Volo dell’Angelo). Jego historia sięga połowy XVI wieku, kiedy młody turecki akrobata wspiął się na dzwonnicę przy placu św. Marka, a następnie zszedł z niej po linie, przy okazji zaczepiając o balkon doży. Od tego czasu zjazd akrobaty po linie z dzwonnicy stał się główną atrakcją karnawałowego programu, a śmiałek nagradzany był później przez dożę podarunkami lub pieniędzmi. Nie zawsze wyczyn przebiegał pomyślnie. Zdarzały się upadki zakończone kalectwem lub śmiercią linoskoczka. Od 2001 roku „lot anioła” wykonuje kobieta, a od 2011 roku jest nią Maria dell’anno wybrana podczas poprzedniego karnawału. „Lot anioła” był w przeszłości nazywany „lotem Turka” (Volo del Turco) lub później „lotem gołębia”, gdy wielki sztuczny gołąb „sfruwał” po linie z kampanili, inaugurując karnawał, a z jego brzucha na stojących na dole widzów wysypywały się konfetti.
Karnawał kończy się paradą kostiumów, pokazem sztucznych ogni i symbolicznym spaleniem na stosie słomianej kukły.
W 2025 roku obchody karnawałowe zostały zaplanowane w dniach od 14 lutego do 4 marca.

Kostiumy i maski
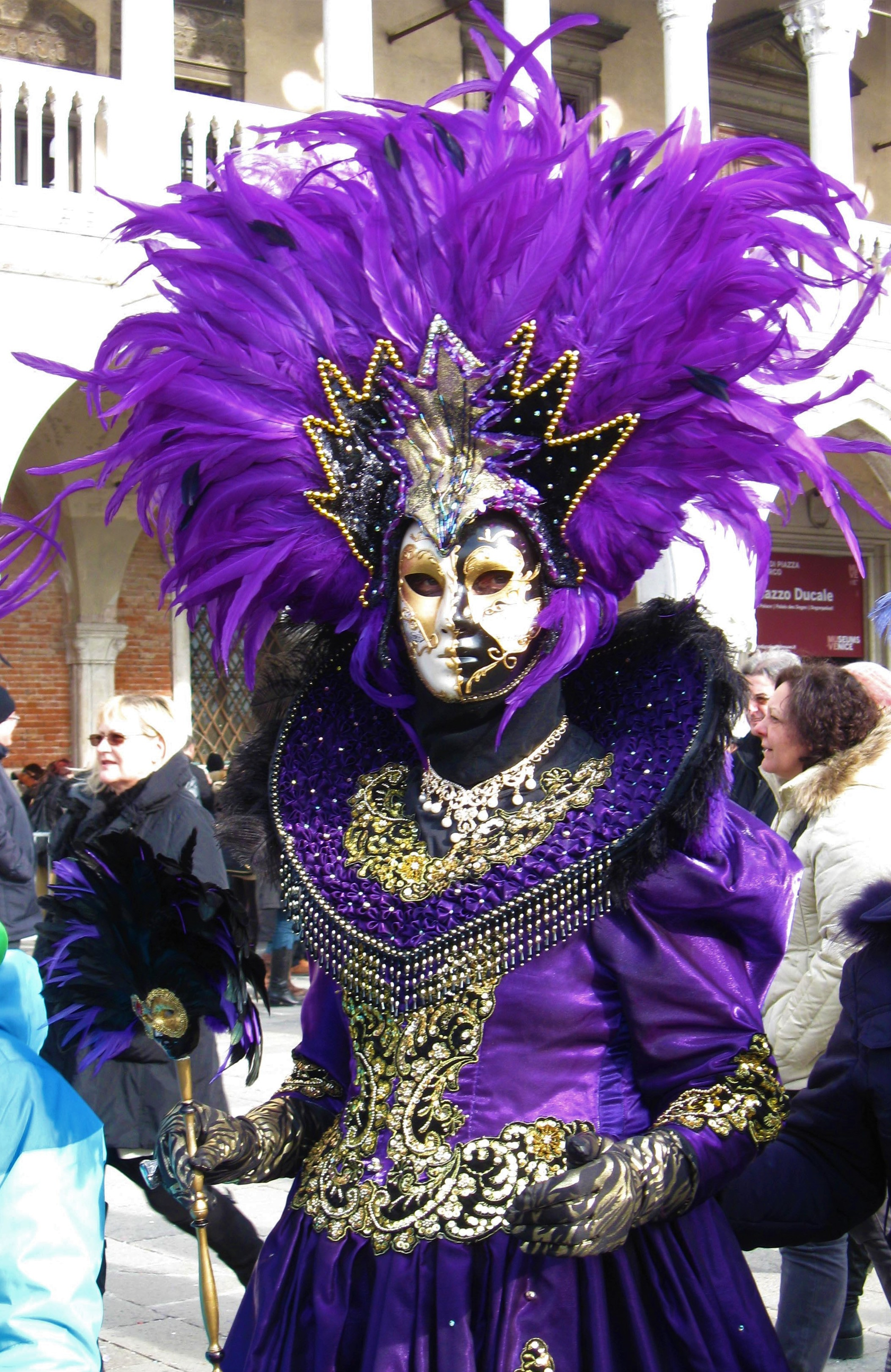
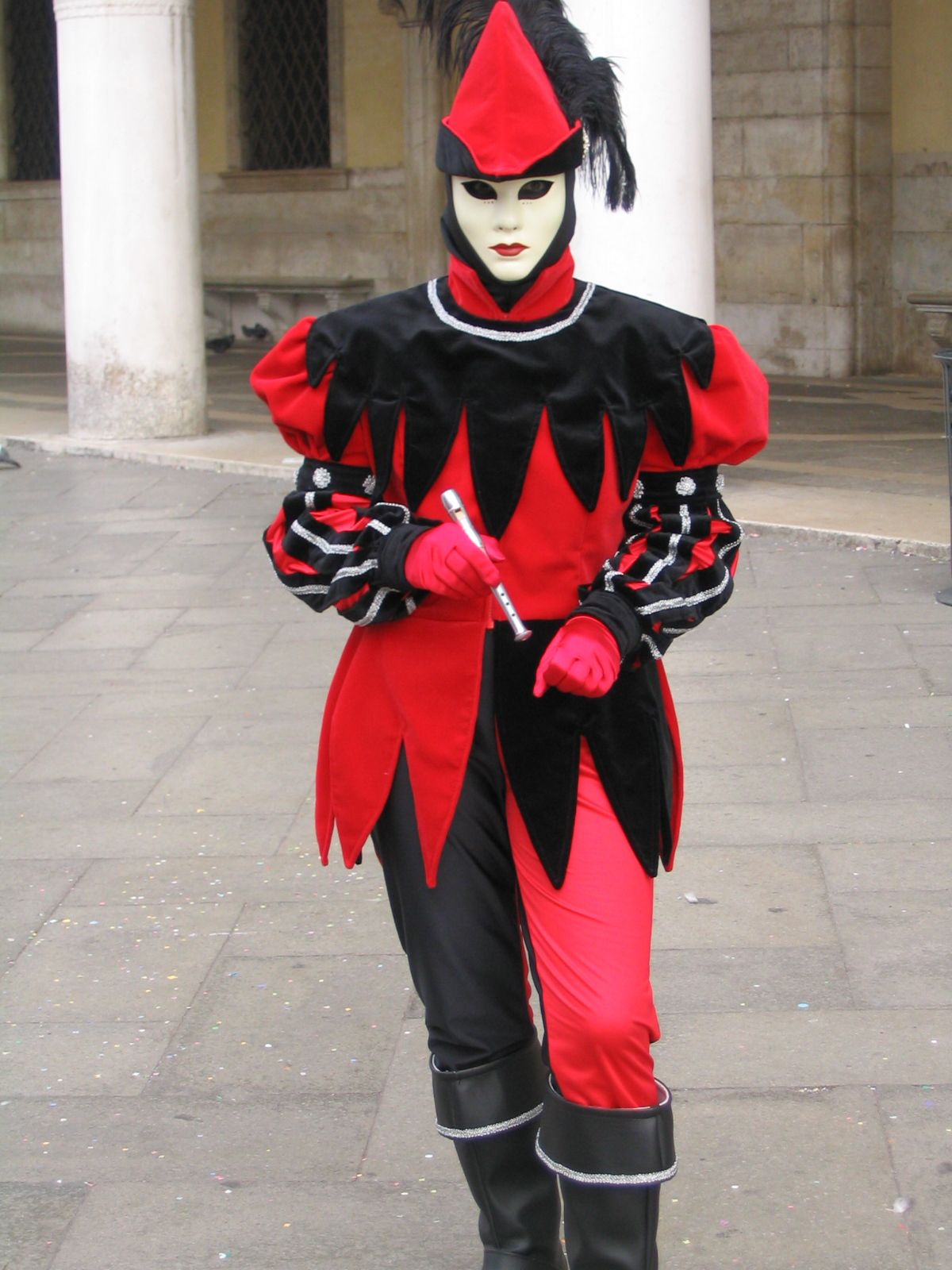
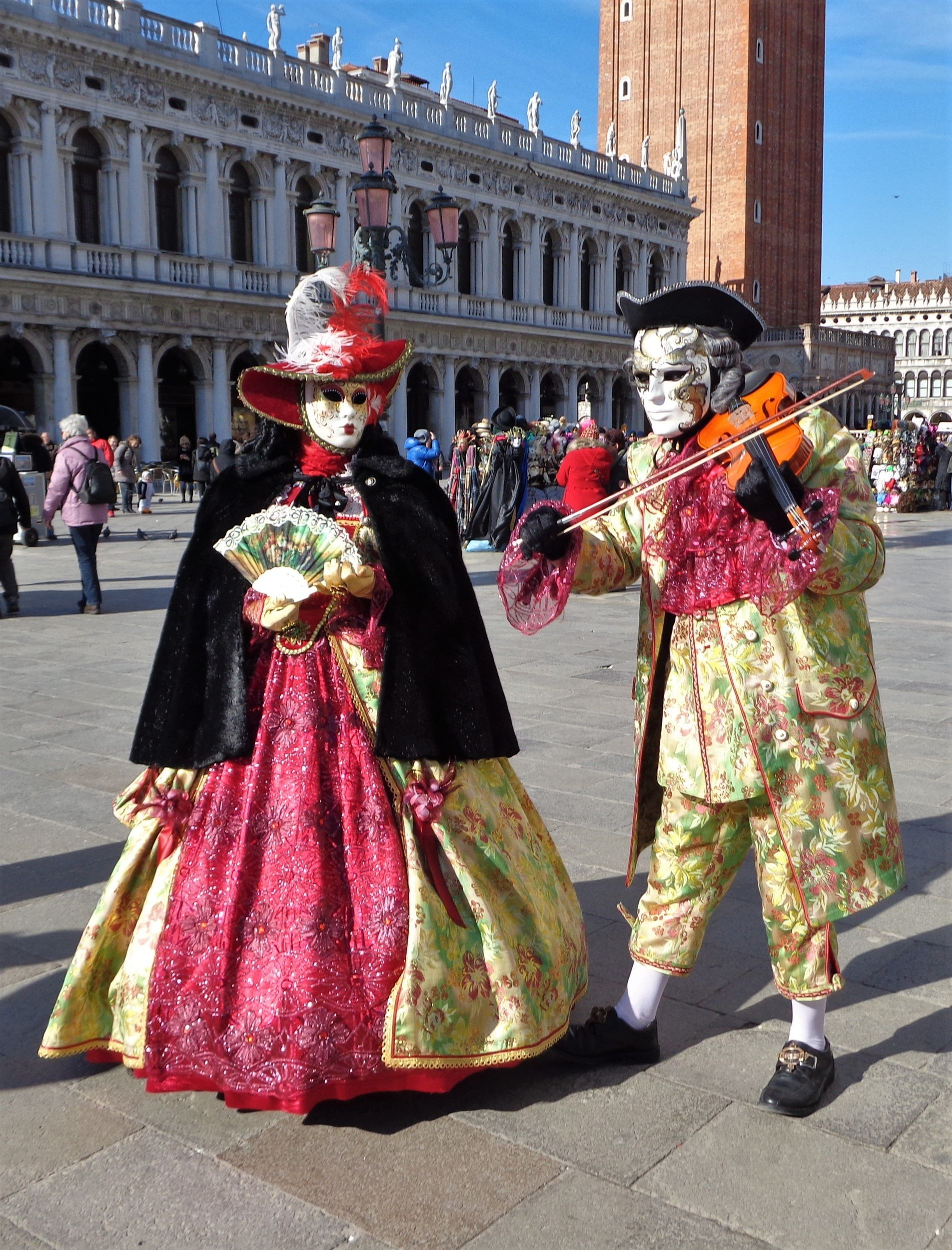

- Różne maski

- Maski na oczy

## Maski
Nie wiadomo dokładnie, od kiedy zaczęto nosić maski w czasie karnawału w Wenecji. Pierwsza pisemna wzmianka pochodzi z 1268 roku z kronik miejskich i ma charakter zakazu – zamaskowanym mężczyznom zabroniono obrzucać kobiety i dziewczyny jajami wypełnionymi perfumowaną wodą – co świadczy o tym, że masek używano powszechnie już wcześniej. Z czasem noszenie maski na twarzy stało się cechą charakterystyczną weneckiego karnawału.
Maska zakrywała twarz osoby ją noszącej (całą twarz lub tylko czoło i kości policzkowe, pozostawiając usta i nozdrza odsłonięte), zaś kostium zakrywał spodnie ubranie, zatajając tożsamość, płeć i pozycję społeczną, zapewniając anonimowość np. podczas uprawiania gier hazardowych w ridotto.
W przeszłości maski były noszone w Wenecji nawet poza okresem karnawałowym. W XVIII wieku na co dzień poza sezonem karnawałowym mężczyźni używali tabàro (płaszcz narzucany na ubiór) i baùta (ściśle przylegające aksamitne nakrycie dookoła twarzy i szyi; także maska) oraz jednolitej białej maski z woskowanego kartonu kończącej się tuż pod nosem, a więc zakrywającej prawie całą twarz, o kwadratowej linii szczęki, dociśniętej do czoła czarnym trójkątnym kapeluszem tricorne, która umożliwiała bezproblemowo jedzenie i mówienie, a dodatkowo zmieniała głos. Maska baùta była noszona poza sezonem karnawałowym podczas różnych okoliczności socjalnych i politycznych.
Odmianą maski typu baùta była maska nazywana volto lub larva, która przylega i zakrywa całą twarz. Była używana mniej powszechnie, bo wymagała zdjęcia jej do jedzenia i picia.
Kobiety również zakładały tabàro i baùta na ubranie, ale nie zawsze nosiły kapelusz, zaś twarz zakrywały owalną maską z dwoma otworami na oczy nazywaną morèta w języku weneckim, zaś la moretta w języku włoskim, oryginalnie pochodzącą z Francji, zrobioną z czarnego aksamitu lub koronki, która była utrzymywana w odpowiedniej pozycji na twarzy za pomocą guzika wciśniętego między zęby, który znajdował się po wewnętrznej stronie na wysokości ust; praktycznie nie można było w niej jeść, pić czy rozmawiać, dlatego była też nazywana la sevetta muta, czyli „cichą maską”.

Tradycyjne maski
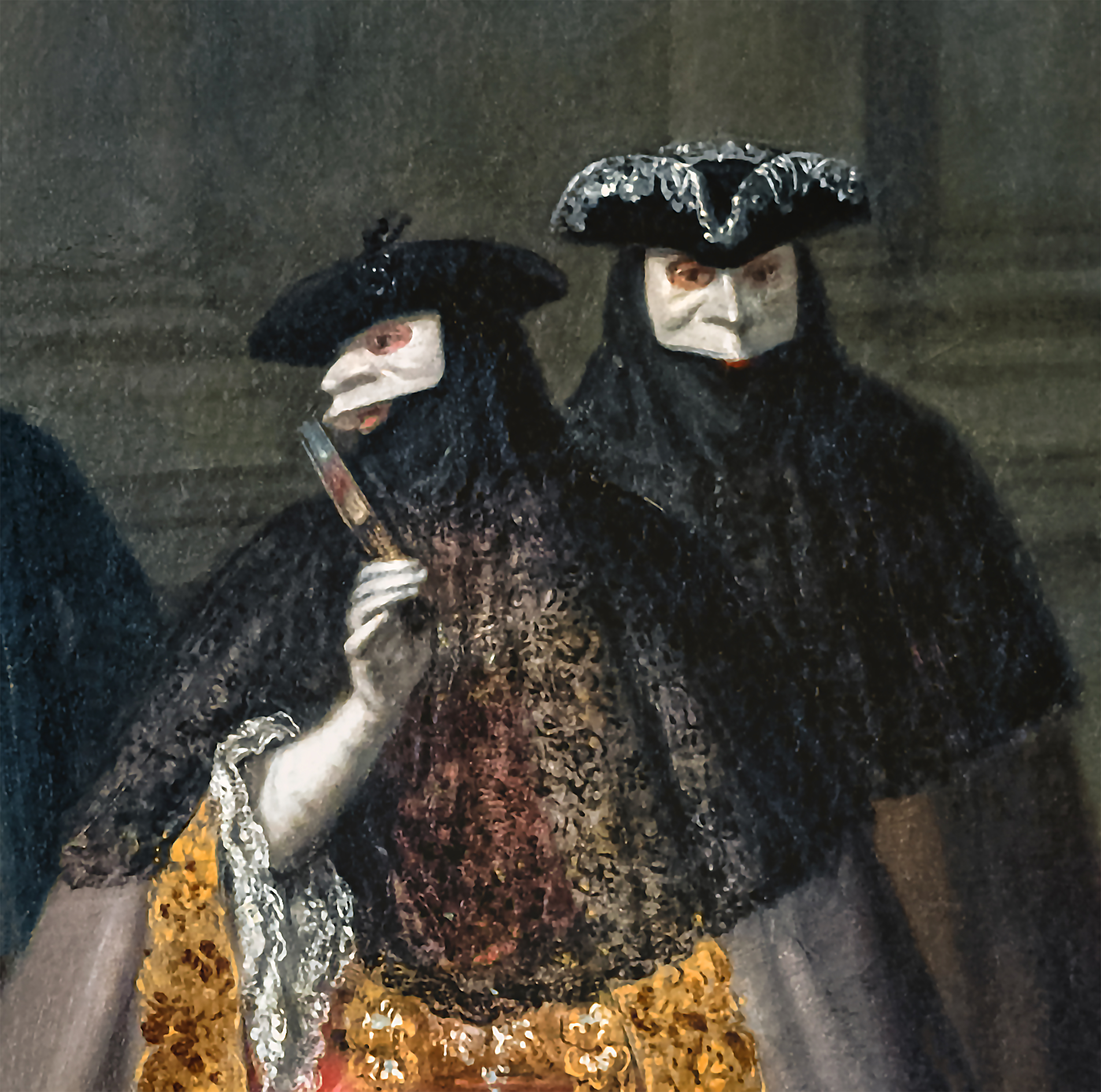
Maska baùta, ciemne nakrycie dookoła twarzy i szyi, kapelusz tricorne i szary płaszcz tabàro
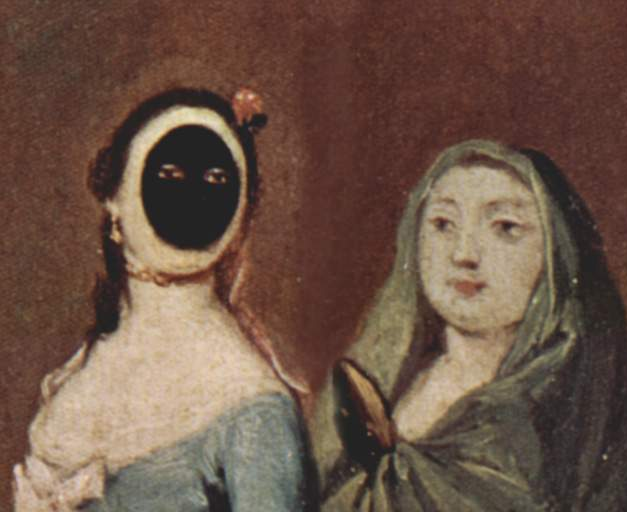
Kobieta w masce morèta i druga trzymająca w ręce taką maskę

Każdy biorący udział w zabawach miał swoją maskę, dowolnie wybraną z dostępnego w sprzedaży asortymentu masek. W Wenecji nie spotykało się grup uczestników karnawału przebranych w identyczny sposób. Zamaskowani pozdrawiali się powiedzeniem: Maschera, te saluto, czyli „Pozdrawiam cię, masko”.

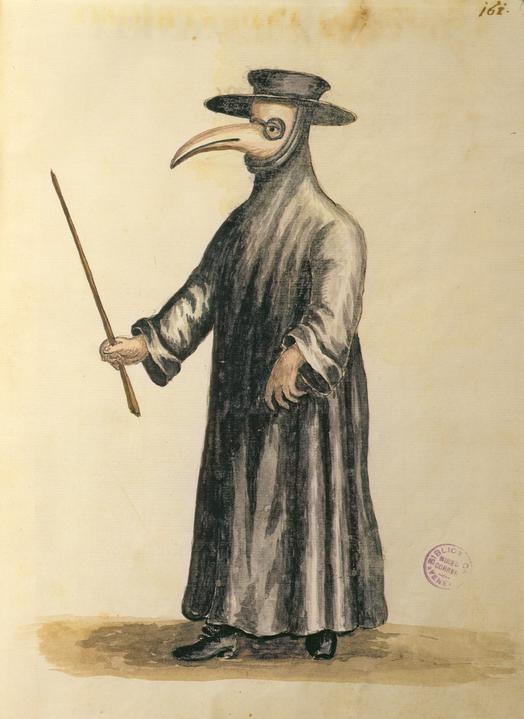
Kostium i maska lekarza zadżumionych, Jan van Grevenbroeck, Museo Correr, Wenecja

Wśród publiczności karnawałowej przerażenie wzbudzały kostium i maska wzorowane na stroju doktora zadżumionych (medico della peste). Postać doktora czasów zarazy była okryta czarną płachtą posmarowaną woskiem, na głowie miała duży czarny kapelusz, a na twarzy maskę z długim zakrzywionym nosem przypominającym dziób ptaka. W stroju prawdziwego medico della peste był on wypełniany ziołami (tymiankiem, rozmarynem i goździkami), a czasem gąbkami nasączonymi octem. Ich zadaniem było filtrowanie powietrza zasysanego przez dwie szczeliny, które po jednej znajdowały się po obu bokach, oraz neutralizowanie brzydkiego zapachu ciał umierających zadżumionych osób. Ubiór „mający zapobiegać zarazie” został wymyślony w XVI wieku przez francuskiego lekarza Charlesa de L’Orme’a w 1619 roku. Dłonie medyk ochraniał rękawiczkami, stopy butami, do których przywiązywał nogawki spodni. Małe okrągłe otwory na oczy były zakryte szkłem. Do badania chorych lekarz używał drewnianego drążka, aby unikać bezpośredniego kontaktu. Tak odziani lekarze odwiedzali pacjentów podczas epidemii dżumy. Ubiór ochronny był noszony głównie przez medyków we Francji i Włoszech. Wenecja, będąca miastem portowym, była stale narażona na zarazki przywożone na statkach z innych odległych miejsc. Straszliwe epidemie nawiedzały Wenecję od drugiej połowy XVI wieku do lat 30. XVII wieku. Z czasem ubiór „mający zapobiegać zarazie” stał się jednym z głównych weneckich przebrań karnawałowych i jest nim także w XXI wieku.
Generalnie różne rodzaje weneckich masek można było podzielić na dwie grupy: maski teatralne (bogato zdobione, okazałe) i maski codzienne (proste, nierzucające się w oczy). Według innego kryterium wśród masek weneckich można wyróżnić maski tradycyjne (noszone od początków istnienia karnawału) i maski zainspirowane postaciami komedii del arte.
Tradycyjne weneckie maski karnawałowe to: baùta, morèta, volto, medico della peste i gnaga (przypominająca pysk kota i zakrywająca twarz od nosa w górę, używana przez mężczyzn, którzy przebierali się za kobiety).
Maski zainspirowane postaciami komedii del arte to: Arlekin, Kolombina (półmaska ozdobiona klejnotami, piórami i farbą, wiązana wstążkami z tyłu głowy lub trzymana w ręce za pałkę), Poliszynel, Pantalone (maska z długim i zakrzywionym nosem) i Pierrot.
Maski mogą być zrobione z woskowanego płótna, aksamitu, koronki, skóry, papier mâché, a nawet szkła i ceramiki. W Wenecji znajdują się wytwarzające je warsztaty rzemieślnicze. Maski stanowią jedną z najpopularniejszych pamiątek kupowanych przez turystów odwiedzających Wenecję.

Współczesne wersje masek
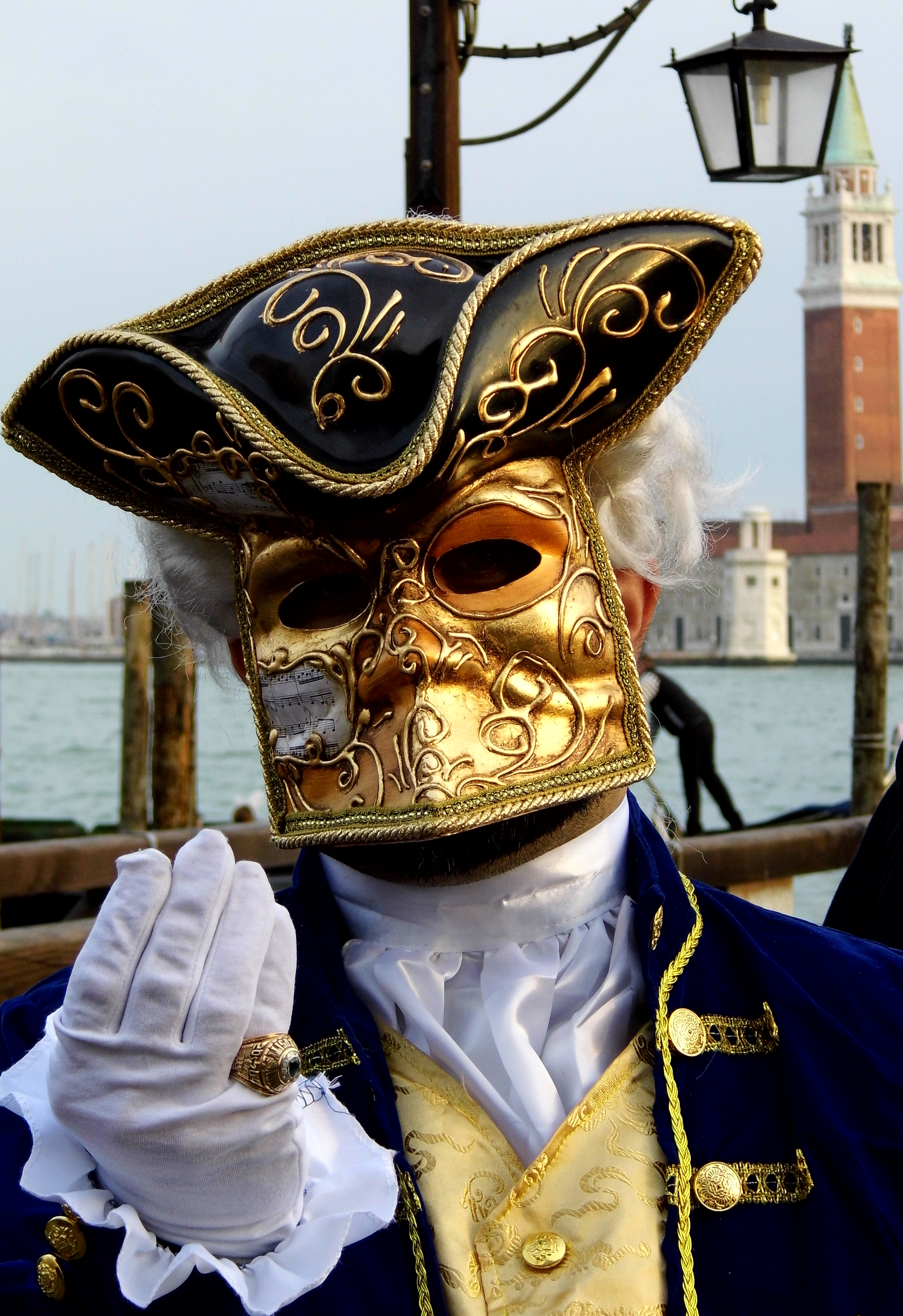
Baùta
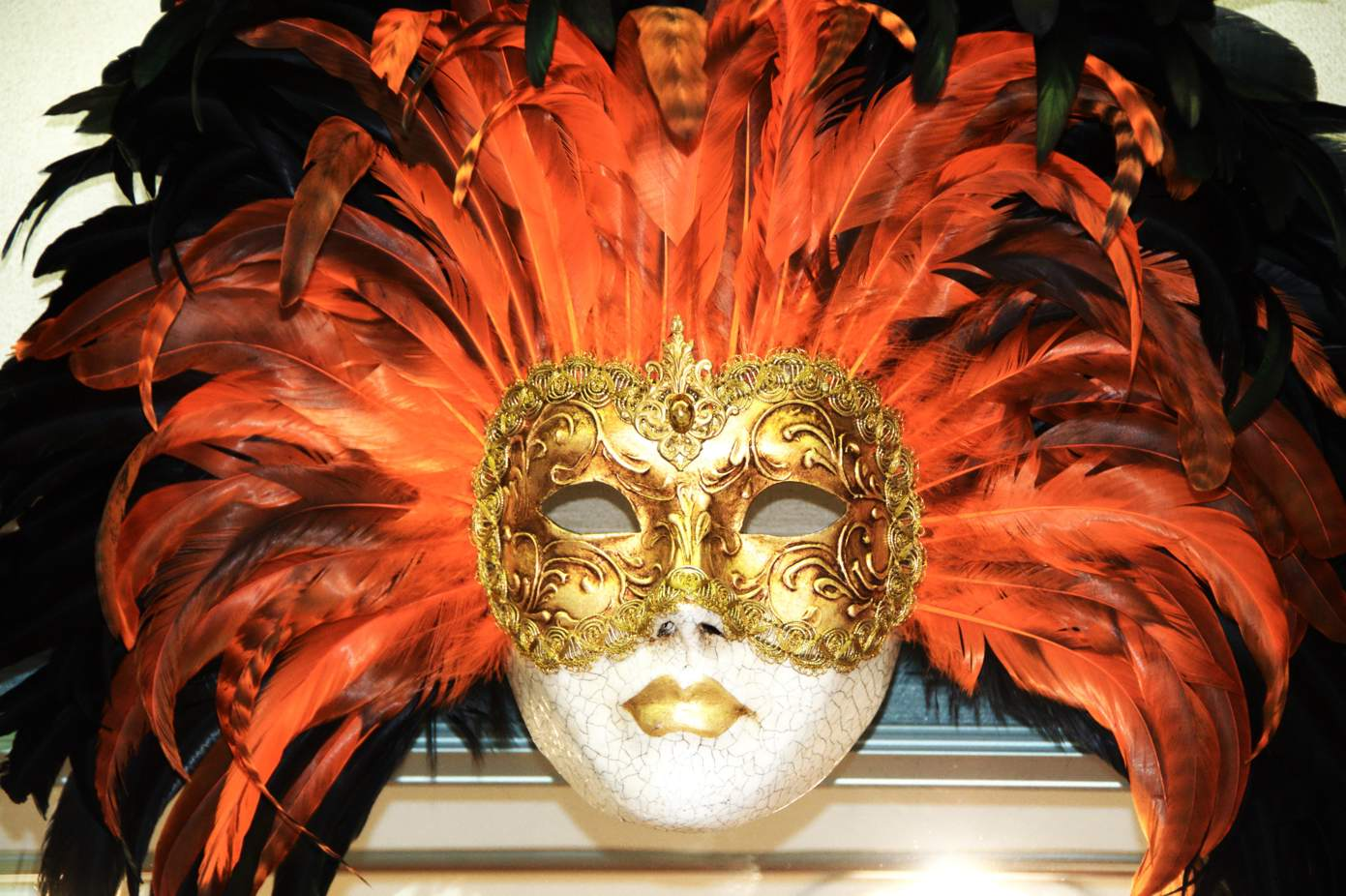
Volto z piórami
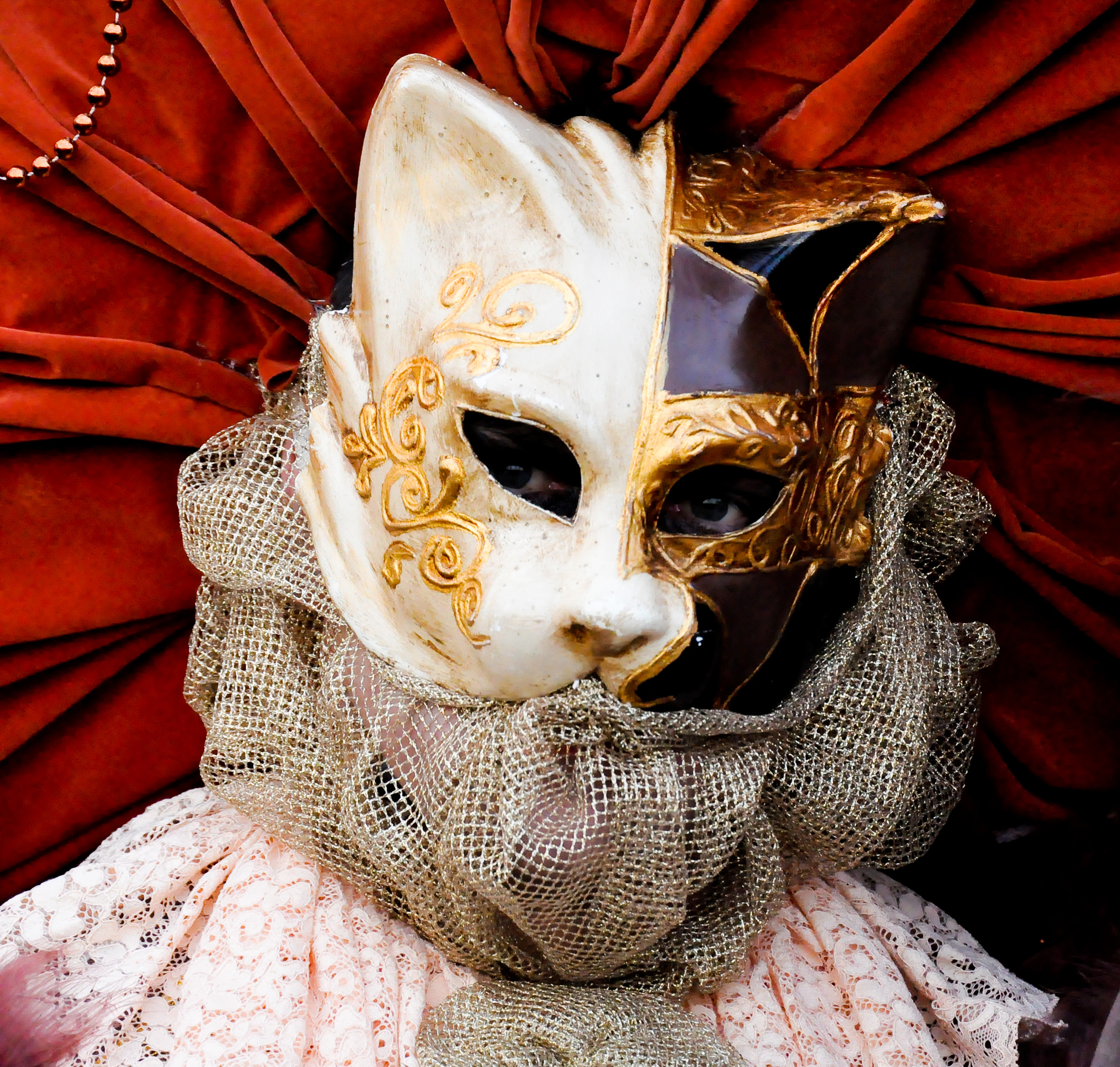
Gnaga

## Kostiumy
Początkowo karnawałowe kostiumy były proste i przedstawiały postacie pasterza, diabła, błazna, zwierząt czy satyra. Lista ponad siedemdziesięciu kostiumów została umieszczona w dokumencie z XVIII wieku, przechowywanym w bibliotece weneckiego Museo Correr. Wśród nich zostały wymienione następujące kostiumy: cukiernika, myśliwego, ptasznika, starca, wiedźmy, syfilityka, satyra, sprzedawcy koronek, lekarza zadżumionych, garbusa, żołnierza, wieśniaka, żebraka, rybaka, sprzedawcy polenty, Turka z fajką, Żyda czy Maura oraz stroje nawiązujące do komedii del arte: Doktora, Pantalone′a, Poliszynela, Brighelli, Arlekina, Kolombiny, Kapitana itd. Popularne były kostiumy mające korzenie w antyku i egzotyce, inspirowane wyprawami morskimi i kontaktami z odmiennymi kulturami. Karnawałowe kostiumy można było wypożyczyć. Obywatele pochodzący z niższych warstw społecznych zakładali krótkie aksamitne spodnie, białą lub kolorową kamizelkę, czerwoną pelerynę i trójgraniasty kapelusz, podczas gdy wysoko urodzeni woleli przebierać się w kostiumy typowych postaci komedii del arte. Typowym kostiumem od XVI do XVIII wieku było przebranie bauta dla mężczyzn i moretta dla kobiet.

Współczesne stroje inspirowane tradycyjnymi przebraniami
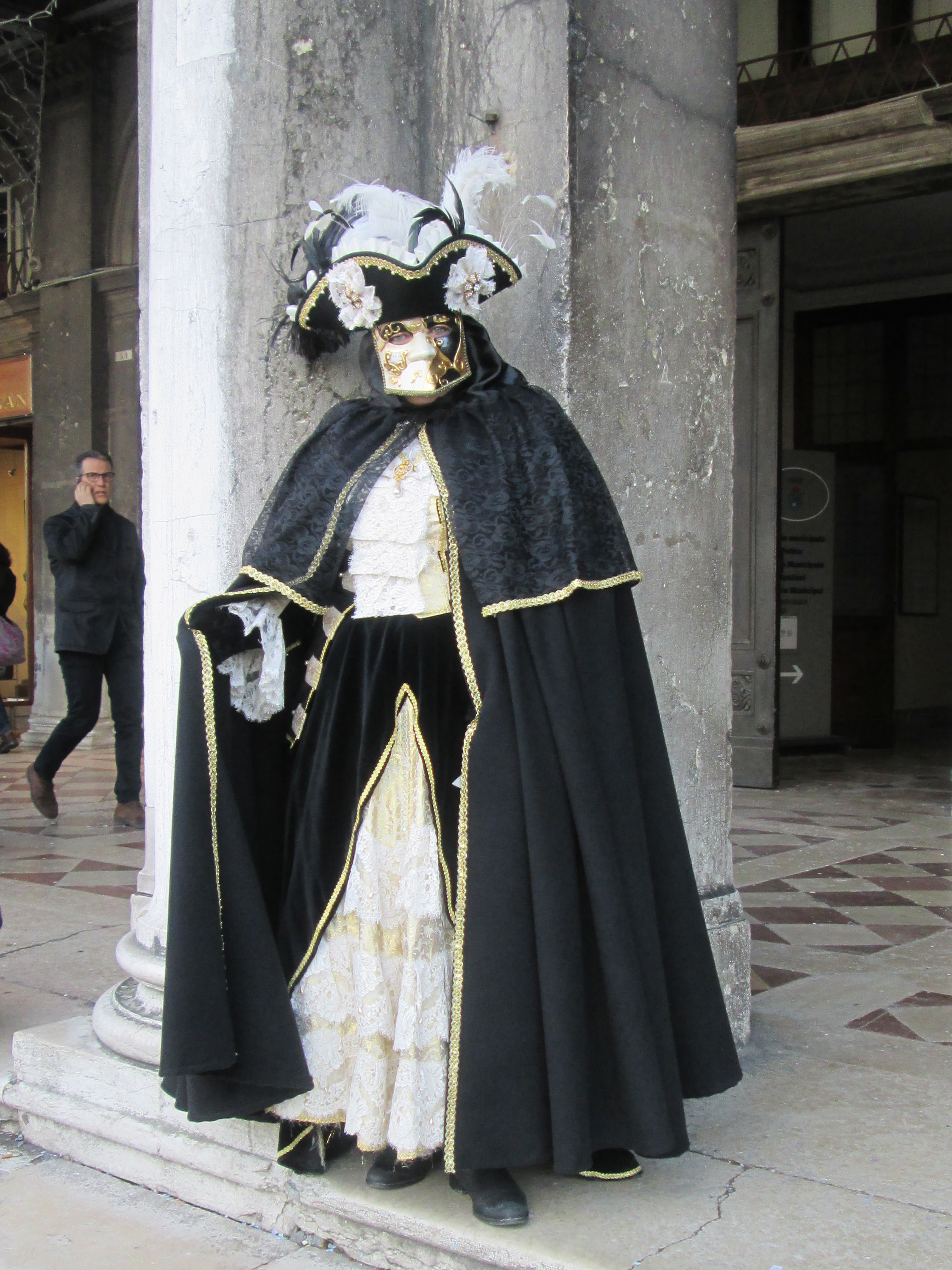
Tabàro i baùta
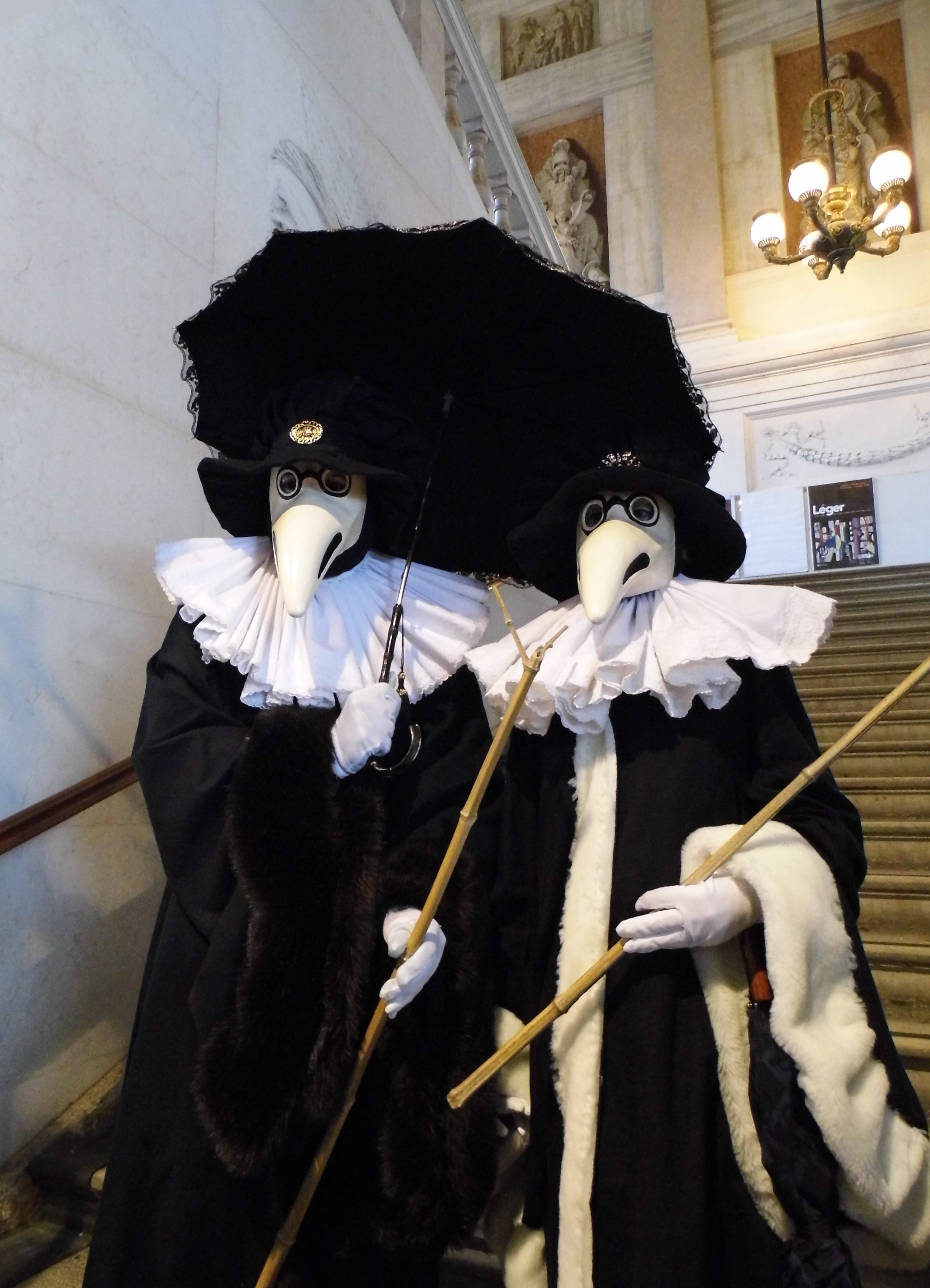
Doktor zadżumionych
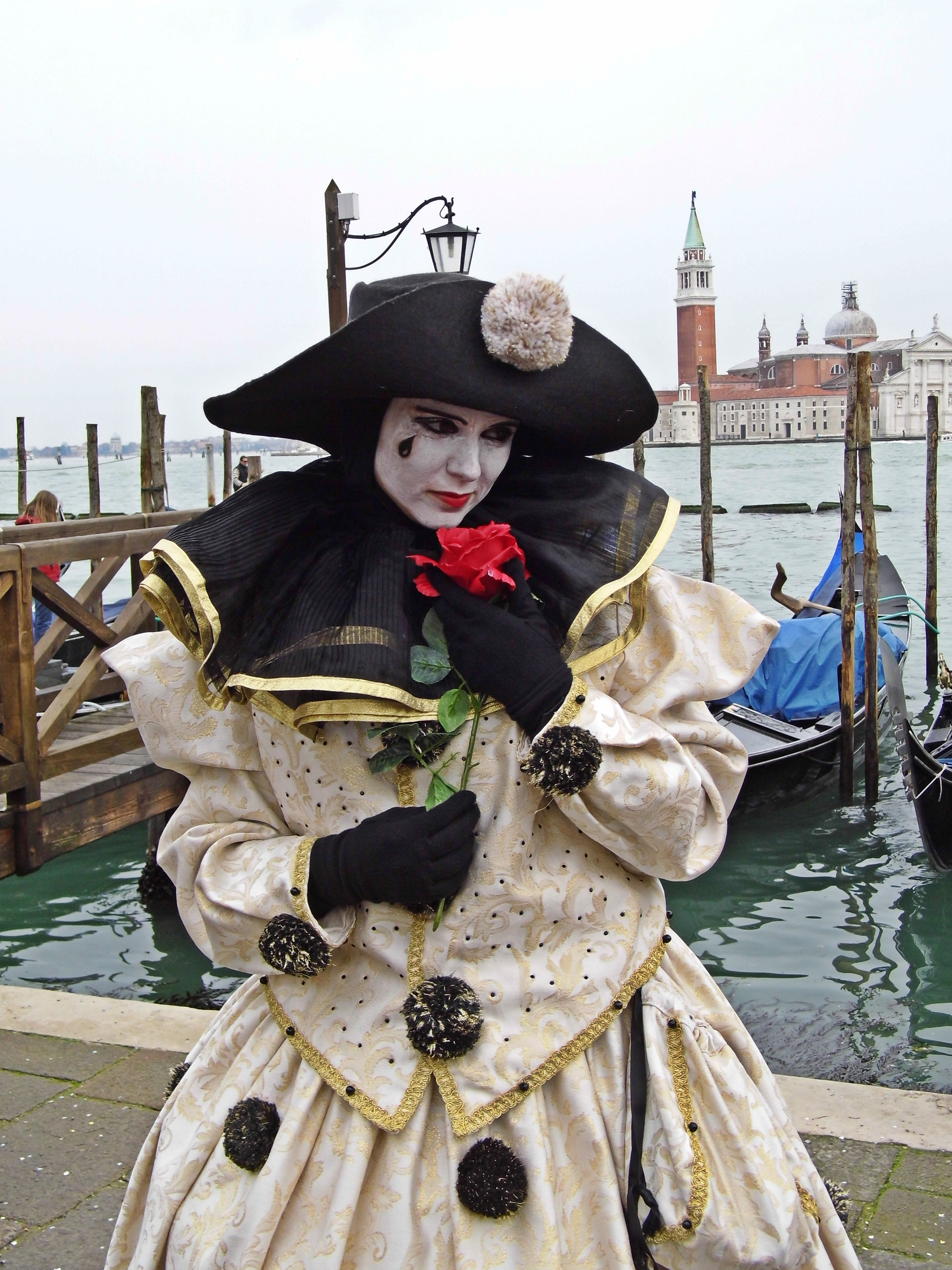
Pierrot
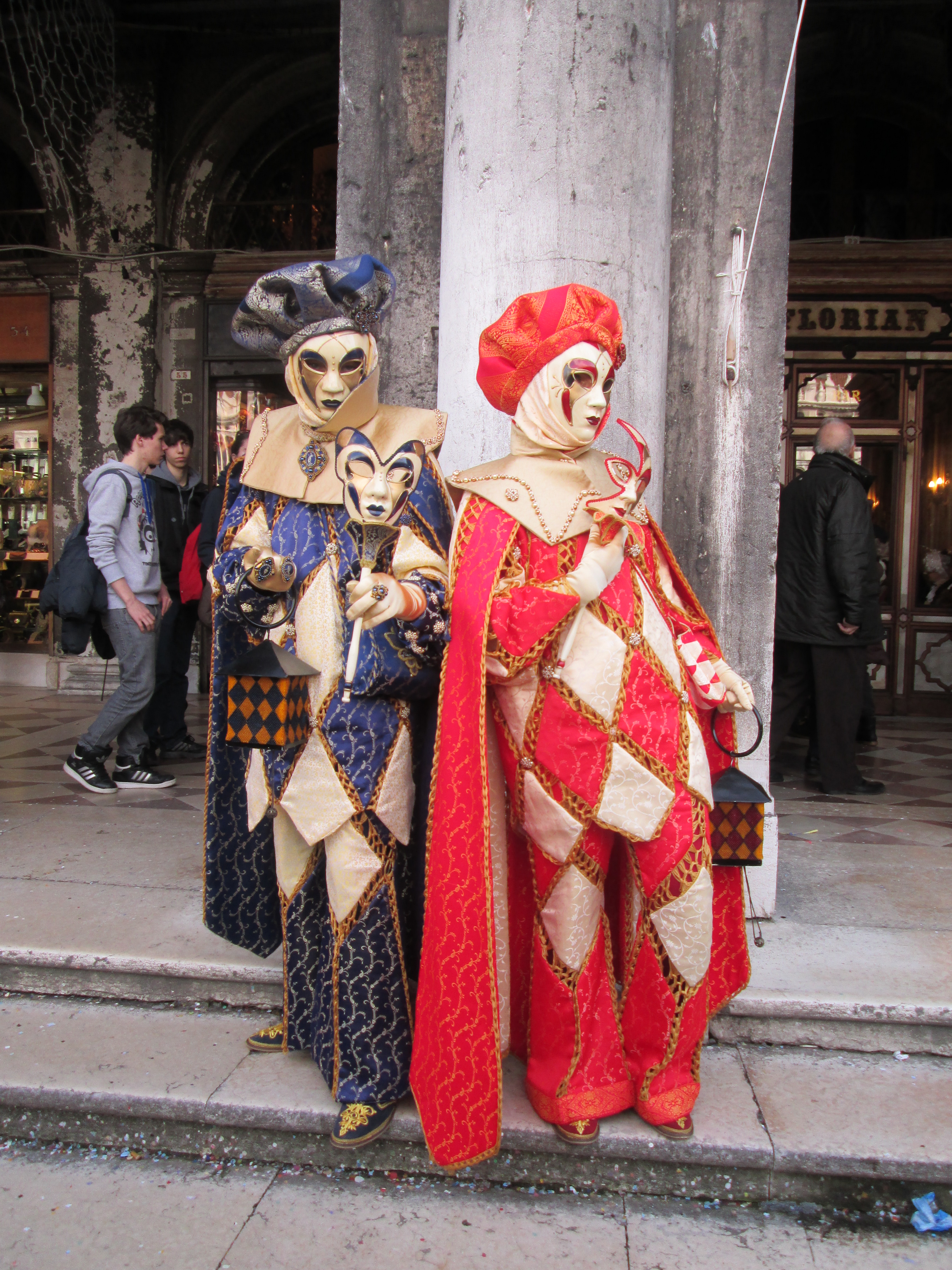
Arlekin

## W kulturze
Już w średniowieczu karnawał wenecki wytworzył unikatowy zestaw cech, odróżniający go od innych europejskich karnawałów zarówno miejskich, jak i wiejskich. Współistniały w nim podczas następnych stuleci dwie formy świętowania: popularna – nastawiona na oderwanie się od trudów codziennego życia i druga – charakterystyczna dla klasy wyższej, dystansującej się od zwykłych ludzi, która w XVI wieku miała postać ekskluzywnych bankietów dla arystokracji, a w XVIII wieku polegała na ucieczce możnych przed zatłoczonymi miejscami do swoich willi położonych nad brzegiem Brenty. Swoją współczesną popularność zawdzięcza przekształceniu w przedsięwzięcie komercyjno-turystyczne i odniesieniom do przeszłości i świetności Republiki Weneckiej, w tym lokalizacji na tle historycznej scenerii architektoniczno-urbanistycznej, oraz ciągłej ludzkiej potrzebie do przerwania monotonii i szarości powszednich dni. Karnawał w Wenecji gromadzi zarówno Włochów, jak i turystów. Wenecjanie utożsamiają siebie i wenecki karnawał z odległą wspaniałą przeszłością.

### Muzyka i teatr
Muzyka i teatr odgrywały ważną rolę w życiu artystycznym Wenecji. Opery były wystawiane podczas trwania sezonu karnawałowego, bo wtedy do miasta przyjeżdżali bardzo liczni karnawałowicze, wśród których byli potencjalni miłośnicy opery. Populacja La Serenìssima praktycznie się podwajała. Przybywały także teatralne i rozrywkowe grupy objazdowe. Wykonawcy zagraniczni byli mile widziani. Opera nie została wynaleziona w Wenecji, lecz Wenecja odegrała szczególną rolę we wczesnej ewolucji tego gatunku muzycznego. W Wenecji w XVII wieku, w latach 1637–1650, po raz pierwszy opera stała się popularna wśród szerokiej publiczności, którą byli patrycjusze, zwykli wenecjanie, turyści, podróżni i obcokrajowcy, a każdy z nich musiał najpierw kupić bilet do opery. Źródeł tego sukcesu upatruje się nie tyle w walorach estetycznych muzyki operowej, ile w połączeniu obchodów karnawałowych i intelektualnego nurtu politycznego Republiki Weneckiej, który nastał po zniesieniu papieskiego interdyktu wymierzonego przeciw Wenecji w 1607 roku.
Pierwsze przedstawienia operowe dostępne dla ogółu społeczeństwa, finansowane ze sprzedaży biletów, zostały wystawione w Wenecji podczas karnawału w 1637 roku. Impresariowie wynajmowali budynki teatralne będące własnością nobilów. W 1641 roku w Wenecji działały 4 publiczne opery, w tym Teatro San Cassiano, które do 1650 roku wystawiły ponad 50 utworów operowych na tle imponujących scenografii i z fabułami zabarwionymi wątkiem skandalizującym, co do których istniała pewność, że przypadną do gustu karnawałowym bywalcom, gotowym kupić bilety na przedstawienie. Poprzedni system finansowania polegał zatrudnianiu oraz opłacaniu muzyków i kompozytorów przez bogatych przedstawicieli wysoko urodzonych rodzin, którzy byli zobligowani do tworzenia pod kątem kaprysów chlebodawcy. W końcu XVII wieku uznani śpiewacy operowi żądali i otrzymywali astronomiczne gaże za występy, bo przyciągali całe rzesze publiczności, która z kolei mogła liczyć na popisowe solowe arie. Monteverdi, który przeniósł się do Wenecji w 1612 roku, napisał dwie opery dla nowo otwieranych publicznych teatrów.
Prywatne publiczne opery znajdowały się pod kontrolą władz weneckich. Regulacje miały zapewnić bezpieczeństwo publiczności. W tym celu budynki teatrów podlegały regularnym inspekcjom pod kątem zagrożeń i każdego sezonu musiały uzyskać certyfikat, zanim teatry mogły rozpocząć kampanię promocyjną spektaklu. Dekretem władz były ustalane godziny otwarcia i zamknięcia oraz cena librett sprzedawanych przy drzwiach wejściowych.
W XVIII wieku Wenecja była jednym z wiodących ośrodków muzyki, opery, baletu i teatru. Było 16 teatrów, w tym otwarty pod koniec XVIII wieku Teatro La Fenice. W tym czasie w życiu teatralnym miał miejsce spór między dwoma autorami sztuk teatralnych Carlo Goldonim, który optował za nowoczesnym teatrem i chciał, aby aktorzy na scenie nie nosili masek, a Carlo Gozzim, który konserwatywnie pozostał wierny baśni teatralnej. Spór ostatecznie przegrał Gozzi.
Kompozytorami barokowymi związanymi z Wenecją byli urodzeni w Wenecji Vivaldi, Albinoni, Caldara, Porta oraz urodzeni poza Wenecją Gasparini (mentor Vivaldiego) i Giacomelli (jego styl był podobny do stylu Vivaldiego) czy Francesco Cavalli.
Przykładami odniesień do karnawału weneckiego w muzyce są np. opera skomponowana przez Andrégo Camprę pod tytułem Le Carnaval de Venise, której akcja rozgrywa się w Wenecji, a która została po raz pierwszy przedstawiona 20 stycznia 1699 roku w Paryżu, oraz jedna z wariacji Paganiniego zatytułowana Karnawał wenecki (Il Carnevale di Venezia) op. 10, kompozycja o umiarkowanym tempie i spokojnym charakterze będąca cyklem wariacji na temat popularnej neapolitańskiej piosenki O mamma, mamma cara.

### Literatura
Wspomnienia z karnawału w Wenecji i opis swojego przebrania Pierrota zamieścił w rozdziale XIX Pamiętników Giacomo Casanova. Kandyd, bohater powiastki filozoficznej Woltera, spotkał w weneckiej kawiarni sześciu zdetronizowanych władców przybyłych na karnawał, w tym dwóch polskich królów: Augusta II i Stanisława Leszczyńskiego. Pisarzem związanym z Wenecją był Carlo Goldoni, autor komedii, których akcja często toczyła się w kawiarniach. W ogólnych rozważaniach o karnawale często przytaczany jest opis karnawału mającego miejsce w Rzymie w lutym w 1788 roku, pióra niemieckiego pisarza Goethego. Ojciec Goethego, Johann Caspar Goethe, na wiele lat przed synem również odbył podróż do Włoch, z której relację zawarł w książce Podróż przez Italię (niem. Reise durch Italien). M.in. dokładnie opisał tam spektakl z bykami caccia dei tori z 1740 roku zorganizowany na koniec karnawału na cześć doży na placu św. Marka. Wenecki karnawał jest tłem dla finału powieści Leone Leoni (1835) francuskiej pisarki George Sand. Jest też tematem poematu Variations sur le Carnaval de Venise Théophile′a Gautiera (1849); bezpośrednią inspiracją dla poety było wykonanie Karnawału weneckiego Paganiniego.
Karnawał wenecki jest obecny także w literaturze współczesnej, np. w powieściach Biała noc miłości Gustawa Herlinga-Grudzińskiego (1999) czy Perwersja Jurija Andruchowycza (1996).
Analizę znaczenia karnawału weneckiego w historii oraz w czasach współczesnych przedstawił Paolo Alei w książce Venice Carnival (1999), ilustrowanej zdjęciami Virginio Favalego, któremu udało się uzyskać dostęp do prywatnych pałaców i przyjęć.

### Malarstwo
Sceny karnawałowe rozgrywające się na placu św. Marka lub na placu Piazetta zostały uwiecznione na licznych obrazach, np. pogromy byków (Caccia dei tori), bale maskowe, popisy akrobatyczne czy przedstawienia komedii del arte.
Wygląd masek weneckich utrwalili na swoich obrazach Pietro Longhi i Giovanni Battista Tiepolo. Ulubionym motywem malowanym przez Tiepolo była jedna z postaci komedii del arte – Poliszynel. Podobnie jego syn, Giovanni Domenico Tiepolo, uczynił z pajaca Pulcinelliego główny temat swoich prac malarskich (cykl fresków, rycin i rysunków).
W Muzeum Narodowym w Krakowie znajduje się obraz olejny na płótnie, namalowany przez naśladowcę Longhiego, zatytułowany Scena z Karnawału Weneckiego – W rozmównicy klasztornej, powstały między 1780–1820. Podobny tematycznie obraz namalował także Francesco Guardi, na którym przedstawił spotkanie w rozmównicy w klasztorze San Zaccaria.

Karnawał na obrazach I
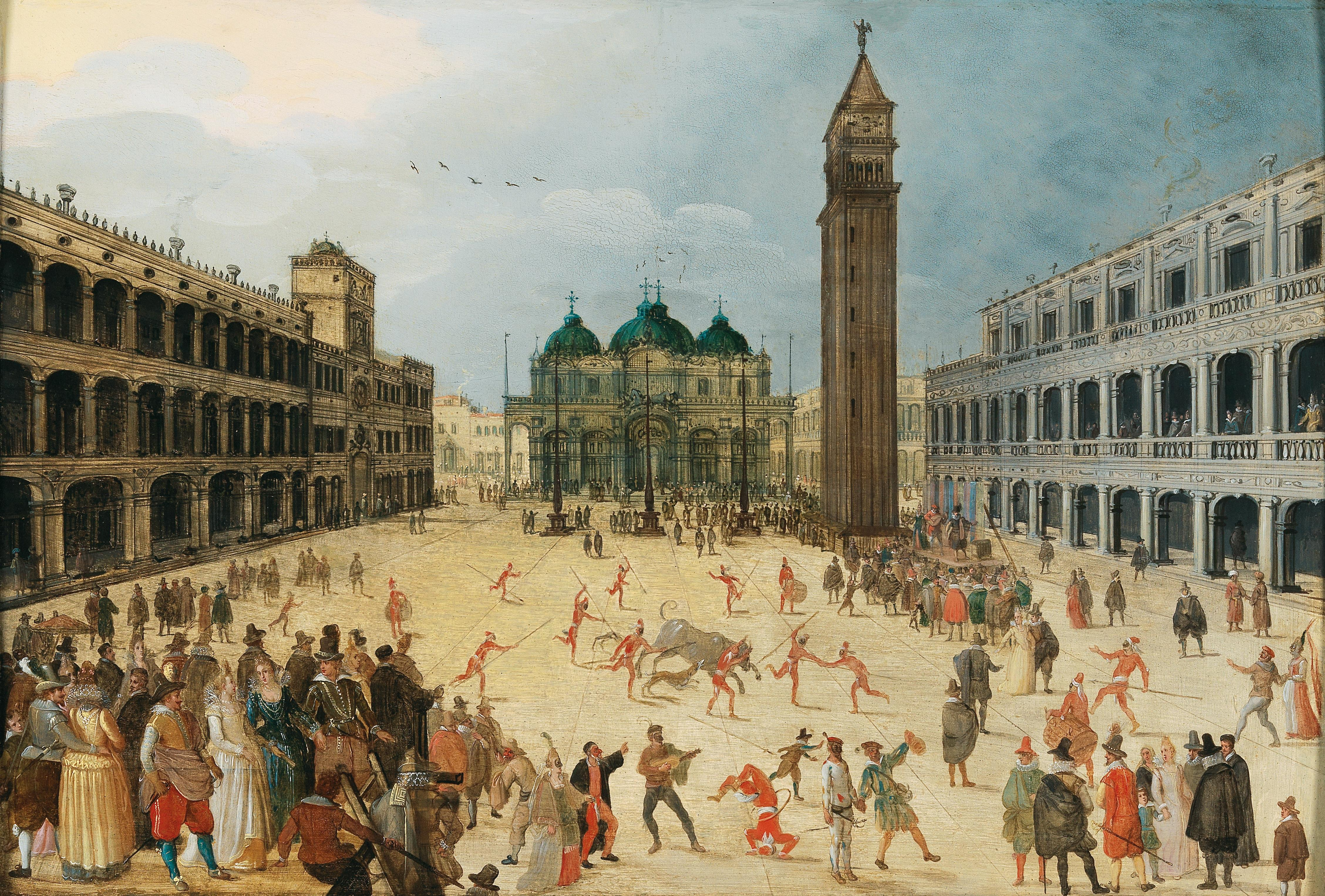
Sebastian Vrancx, Karnawałowa scena na placu św. Marka, XVII wiek
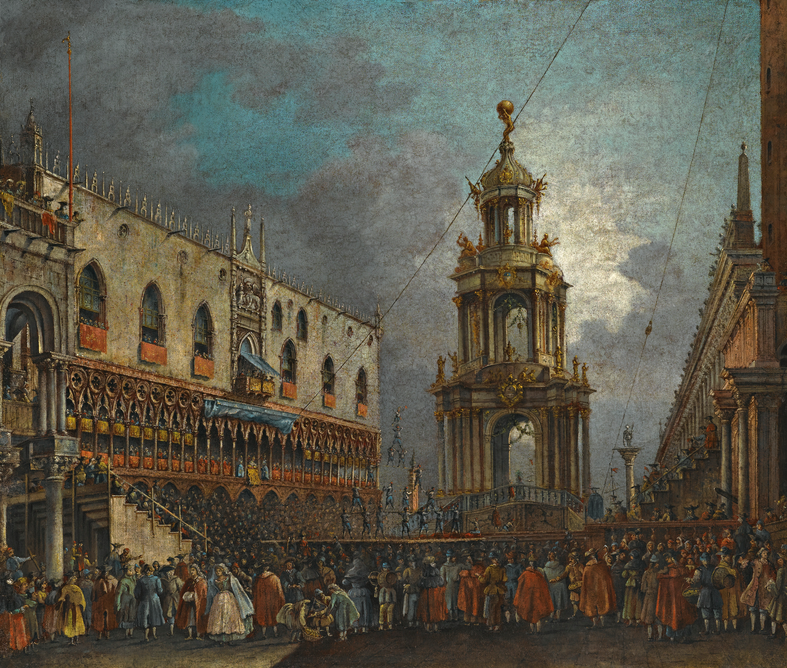
Francesco Zanin, Karnawałowy widok na Piazetta, ok. 1780
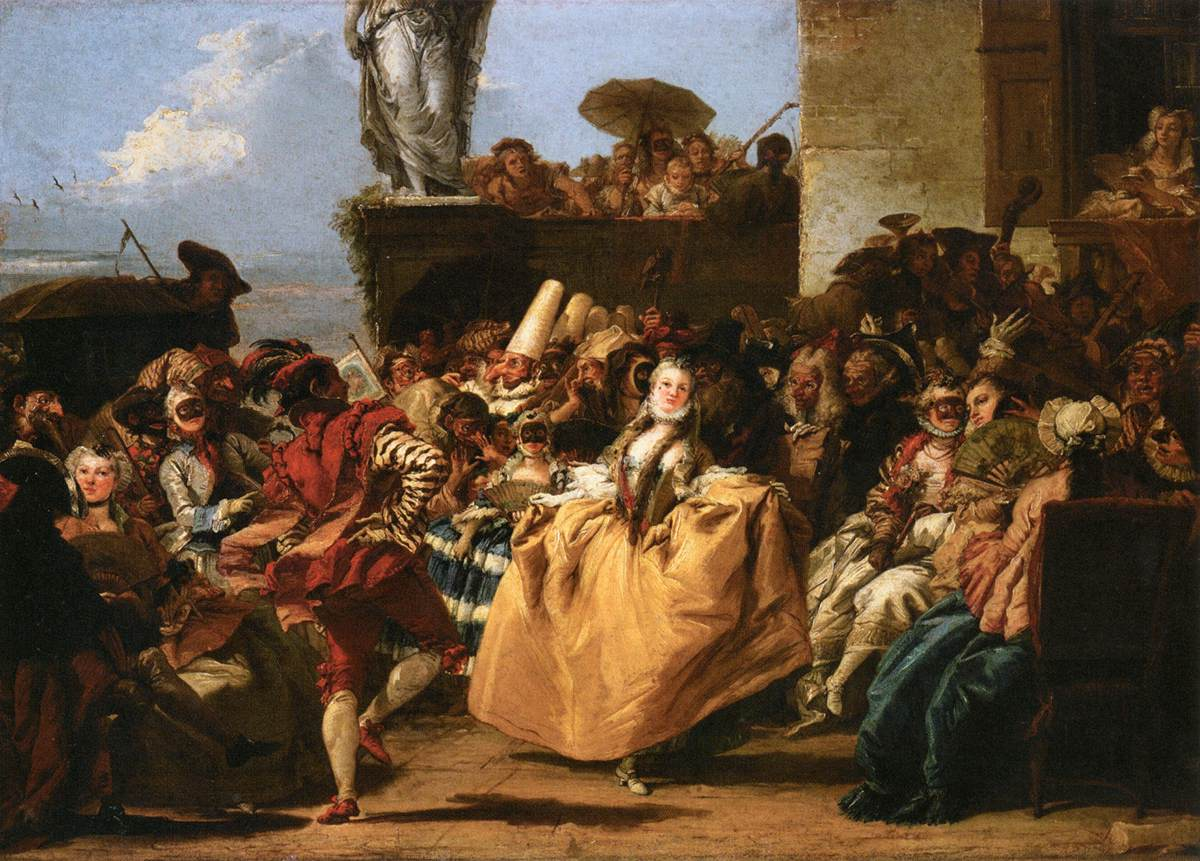
Giovanni Domenico Tiepolo, Scena karnawałowa (Menuet), ok. 1754 i 1755

Karnawał na obrazach II
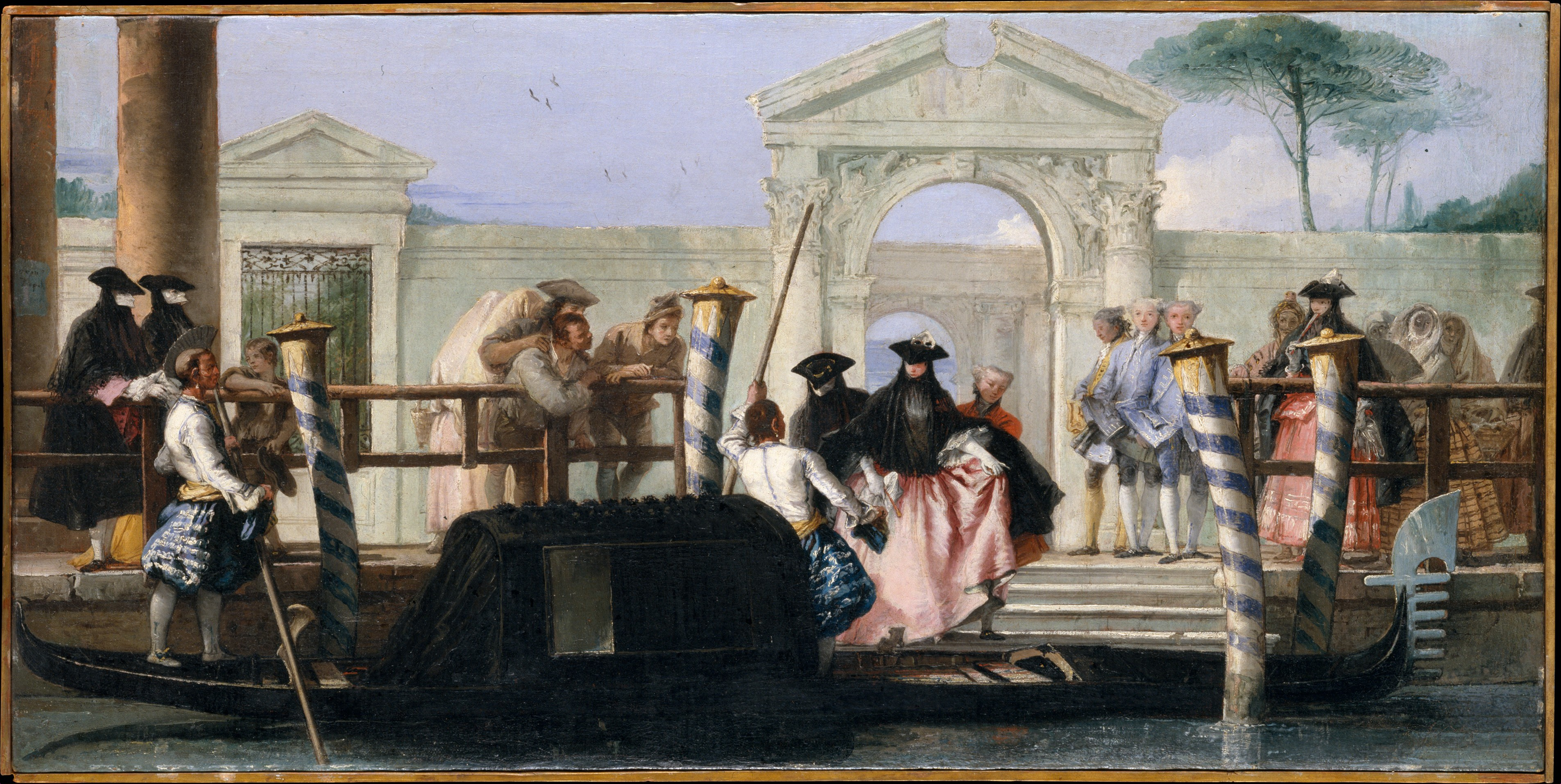
Giovanni Domenico Tiepolo, Odjazd gondoli, ok. 1763 i 1767
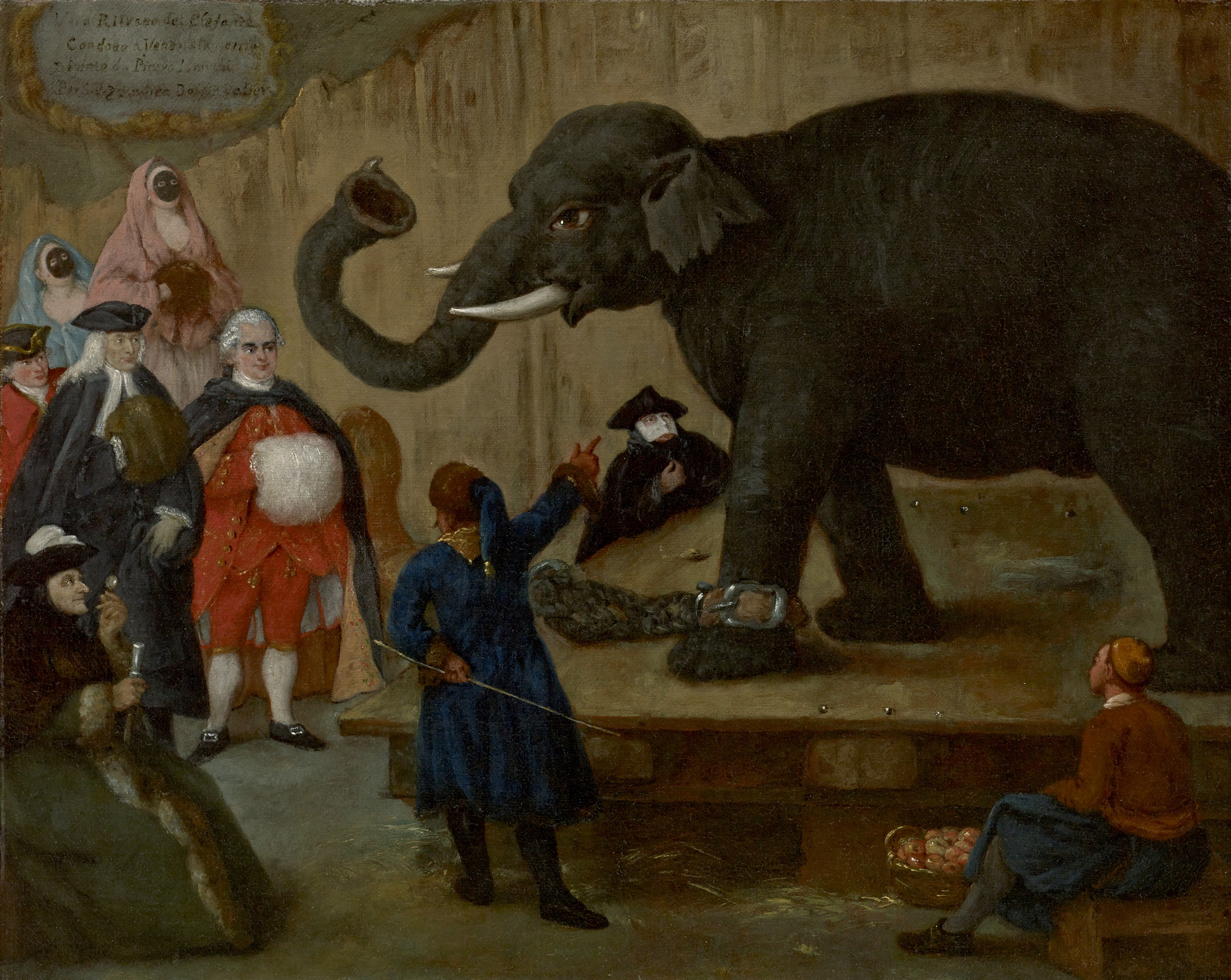
Pietro Longhi, Pokaz słonia jako egzotycznej karnawałowej atrakcji
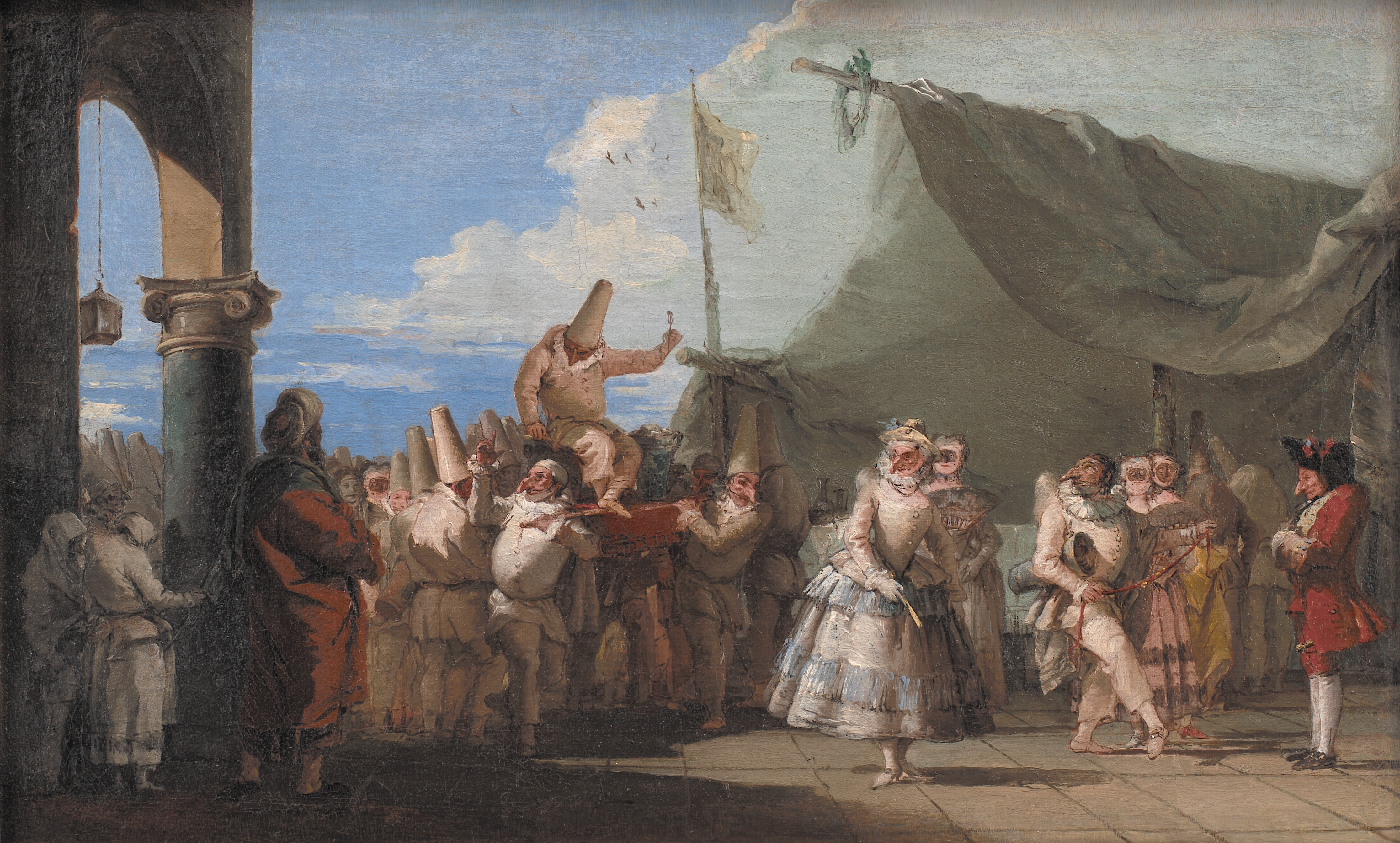
Giovanni Domenico Tiepolo, Scena karnawałowa z Poliszynelem, ok. 1760 i 1770

Karnawał na obrazach III
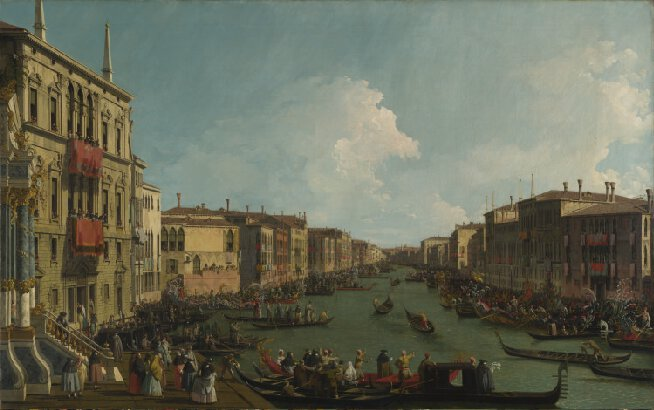
Canaletto, Karnawałowe regaty na Canal Grande, 1740 rok
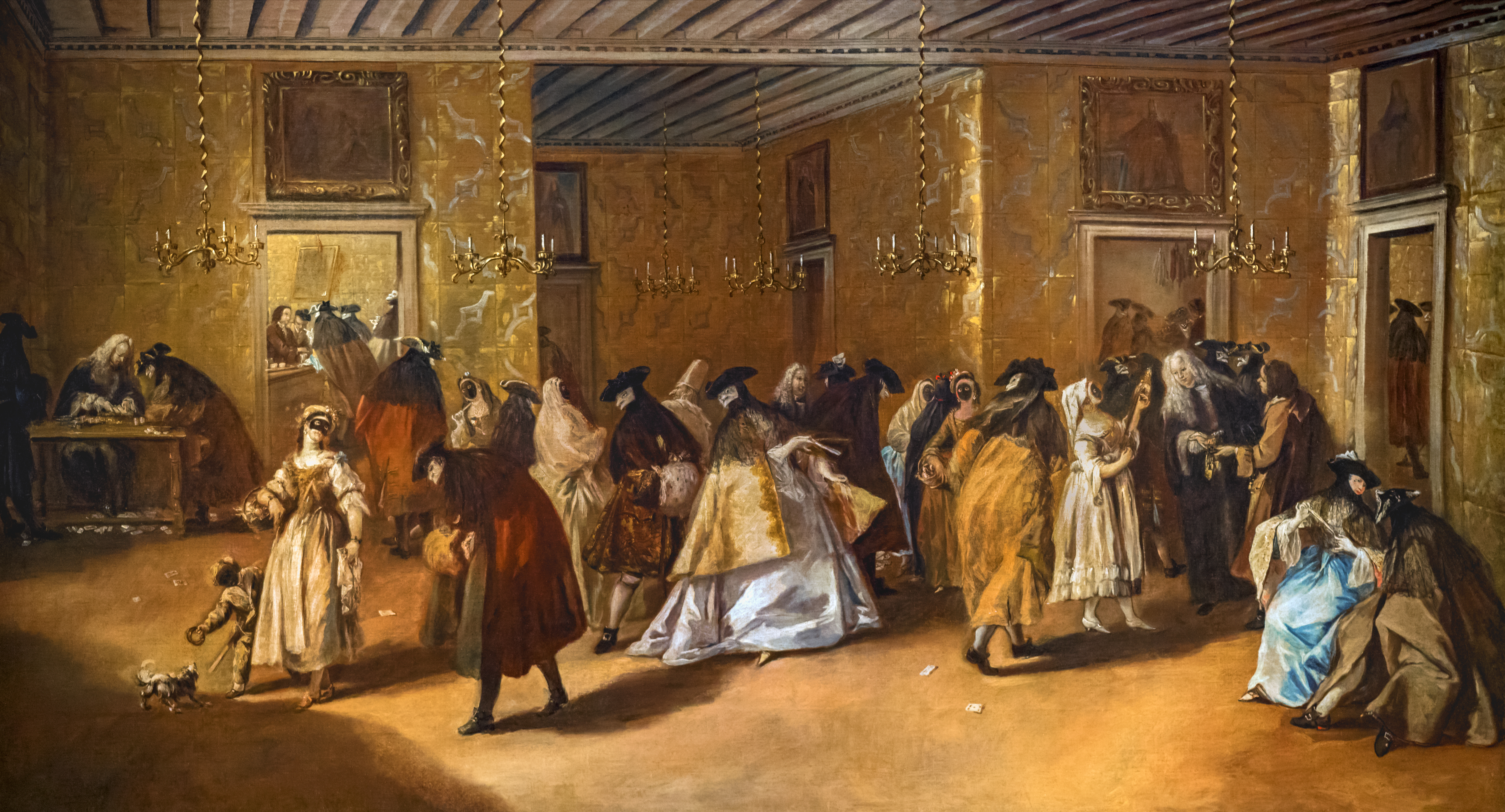
Francesco Guardi, Ridotto, między 1746 i 1750
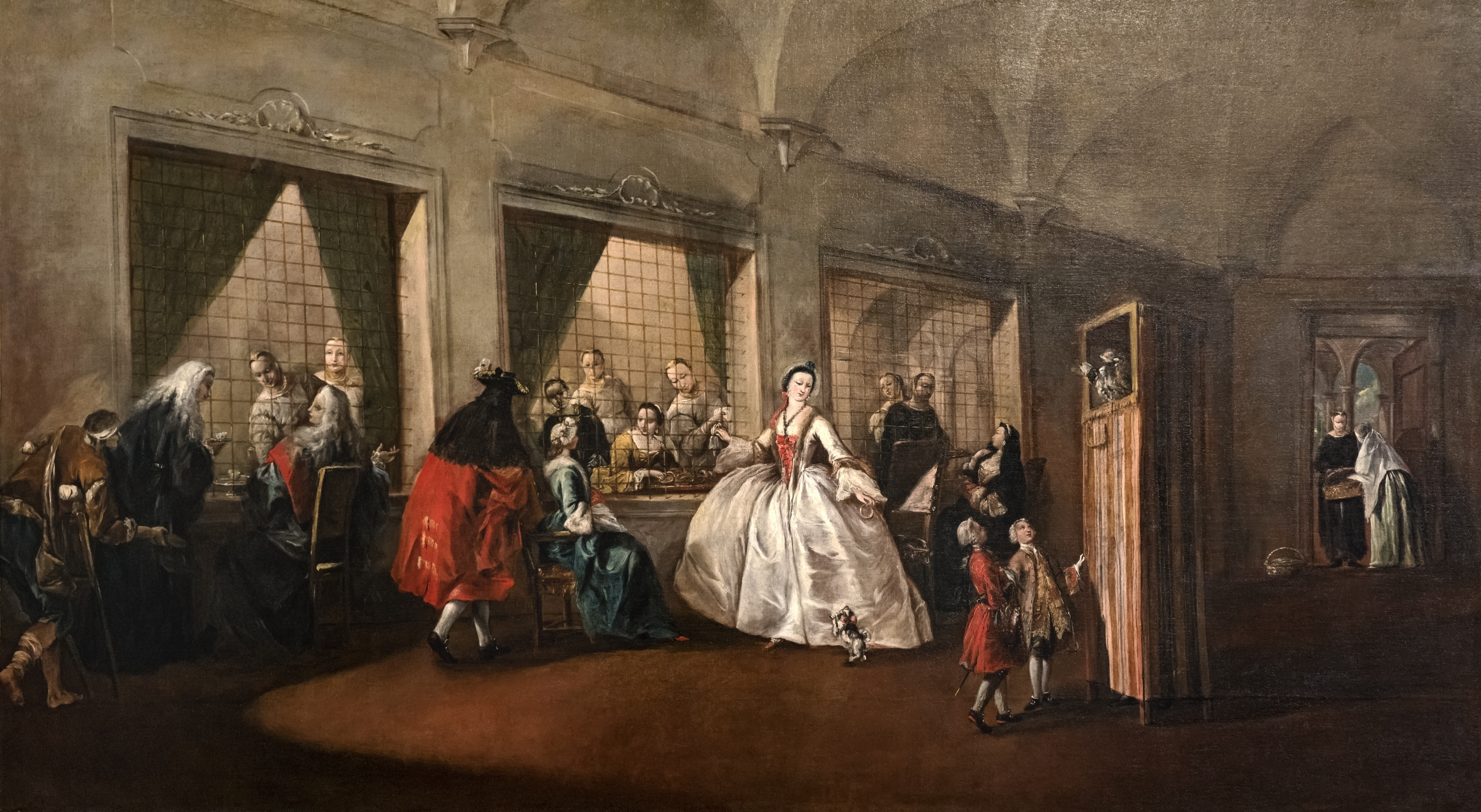
Francesco Guardi, Spotkanie w rozmównicy w klasztorze San Zaccaria

### Film i inne rodzaje sztuki
Podczas weneckiego karnawału rozgrywa się akcja filmu pt. Casanova z 1976 roku w reżyserii Felliniego. Oryginalne weneckie maski zostały wykorzystane w filmie Stanleya Kubricka pt. Oczy szeroko zamknięte w scenie przedstawiającej rytuał z udziałem aktora Toma Cruise’a grającego postać doktora Billa Harforda, a także w filmie pt. Casanova z 2005 roku, w którym główną postać odegrał Heath Ledger i komedii kryminalnej pt. Gambit, czyli jak ograć króla z Colinem Firthem i Cameron Diaz w rolach głównych. Weneckie maski można było zobaczyć w reklamie firmy Louis Vuitton z 2013 roku, w której wziął udział i zaśpiewał I’d Rather Be High David Bowie.
Maski z Wenecji są też używane w produkcjach Opery Wiedeńskiej oraz w sztuce cyrkowej przez Cirque du Soleil.

### Gry komputerowe
Karnawał wenecki, charakterystyczne maski i kostiumy, pojawiły się także w grach i zabawach komputerowych, np. Venice Carnival Dress Up, Dress up Audrey for Venice Carnival czy w komunikatorze WhatsApp pt. Explore Venice with a digital treasure hunt app and make a Carnival mask. Jedna z misji Assassin’s Creed II rozgrywa się podczas karnawału w Wenecji. W grze Grim Facade: Mystery of Venice z 2011 roku gracz poszukuje dwóch młodych kobiet, które opuściły bal maskowy i wsiadły do gondoli sterowanej przez mężczyznę w masce lekarza zadżumionych.

## Przysmaki
W czasie trwania karnawału w sprzedaży dostępne są tradycyjne karnawałowe słodkie przysmaki: frittelle lub fritole (okrągłe, zrobione ze słodkiego ciasta drożdżowego aromatyzowanego skórką z cytryny z dodatkiem rodzynek, usmażone na głębokim tłuszczu, posypane cukrem pudrem po wierzchu; mogą być też w wersji nadziewanej np. mascarpone lub zabaglione), castagnole (niewielkie kulki miękkie w środku, a chrupiące na zewnątrz, zrobione ze słodkiego ciasta na bazie mąki pszennej, cukru, masła, jajek i proszku do pieczenia, aromatyzowane wanilią, skórką cytrynową i likierem anyżowym lub stregą; po usmażeniu na głębokim tłuszczu obtoczone w drobnoziarnistym cukrze) i galani (bardzo cienkie i chrupiące prostokątne kawałki słodkiego ciasta z małym nacięciem pośrodku, aromatyzowane wanilią i grappą, po usmażeniu w głębokim oleju i ostudzeniu obficie posypane cukrem pudrem).

Karnawałowe słodkości
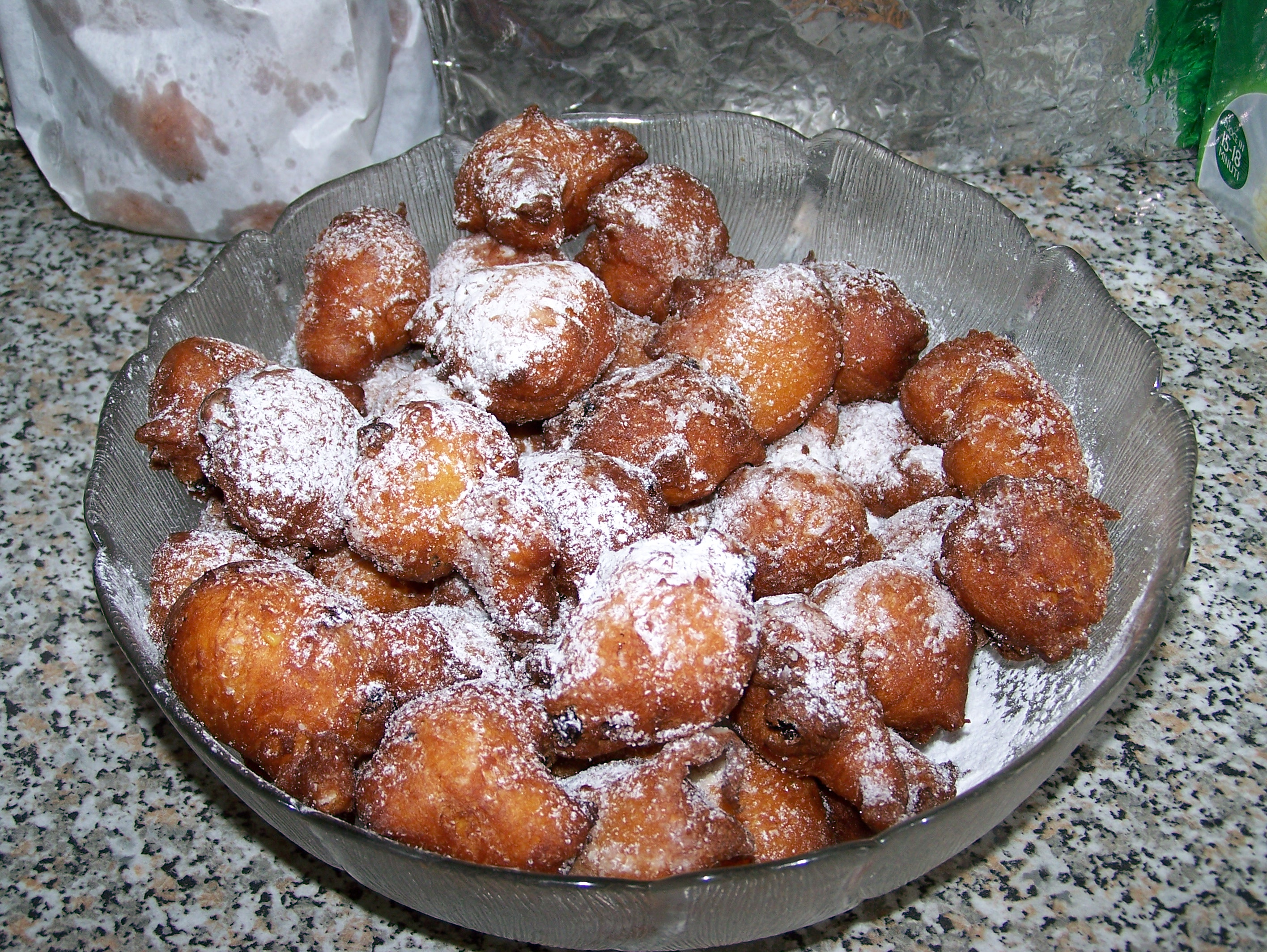
Frittelle
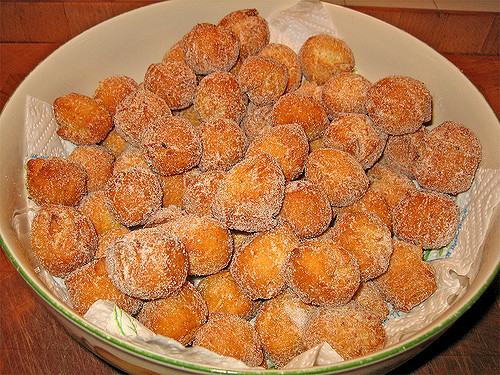
Castagnole
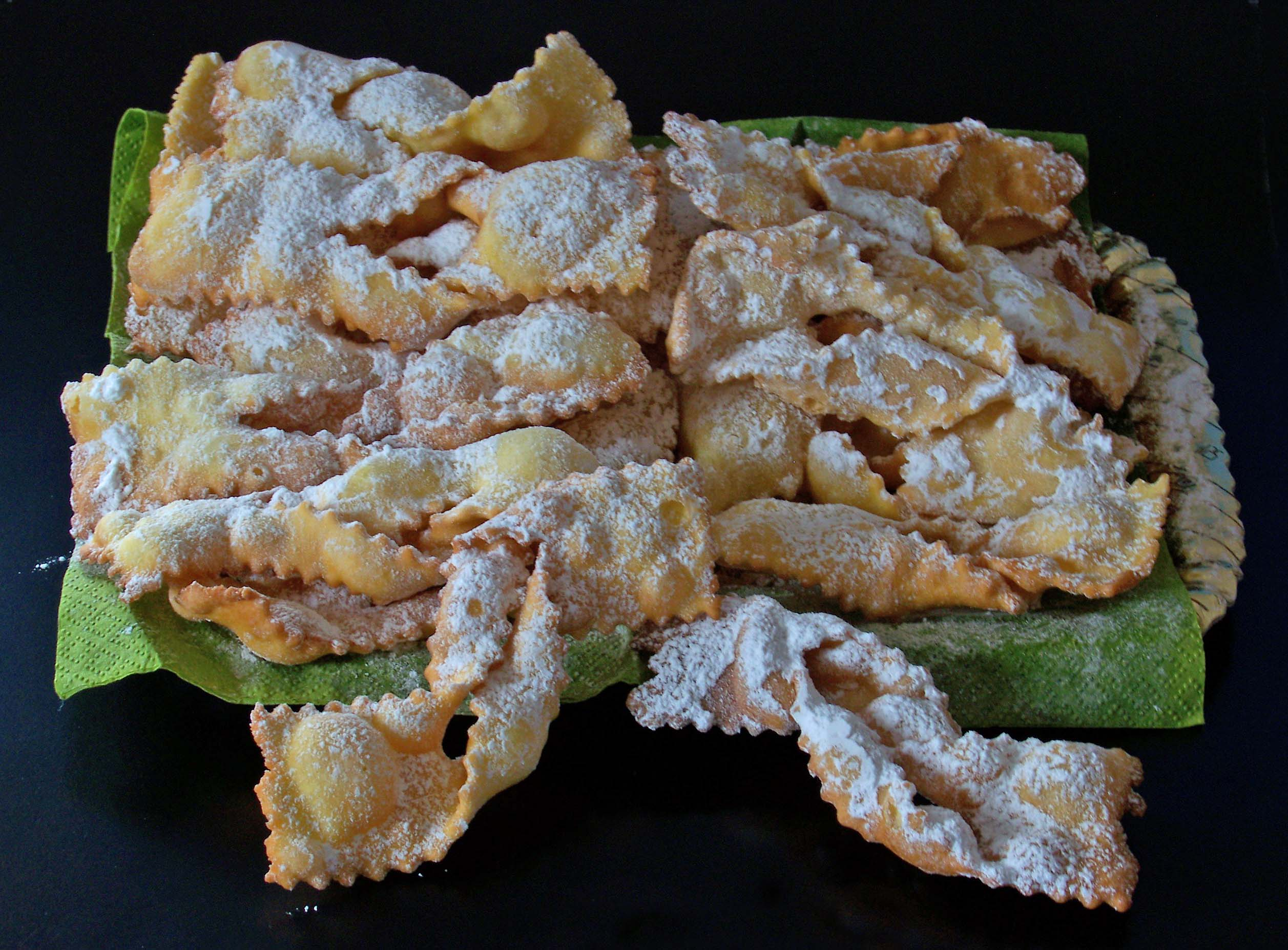
Galani

W malarstwie
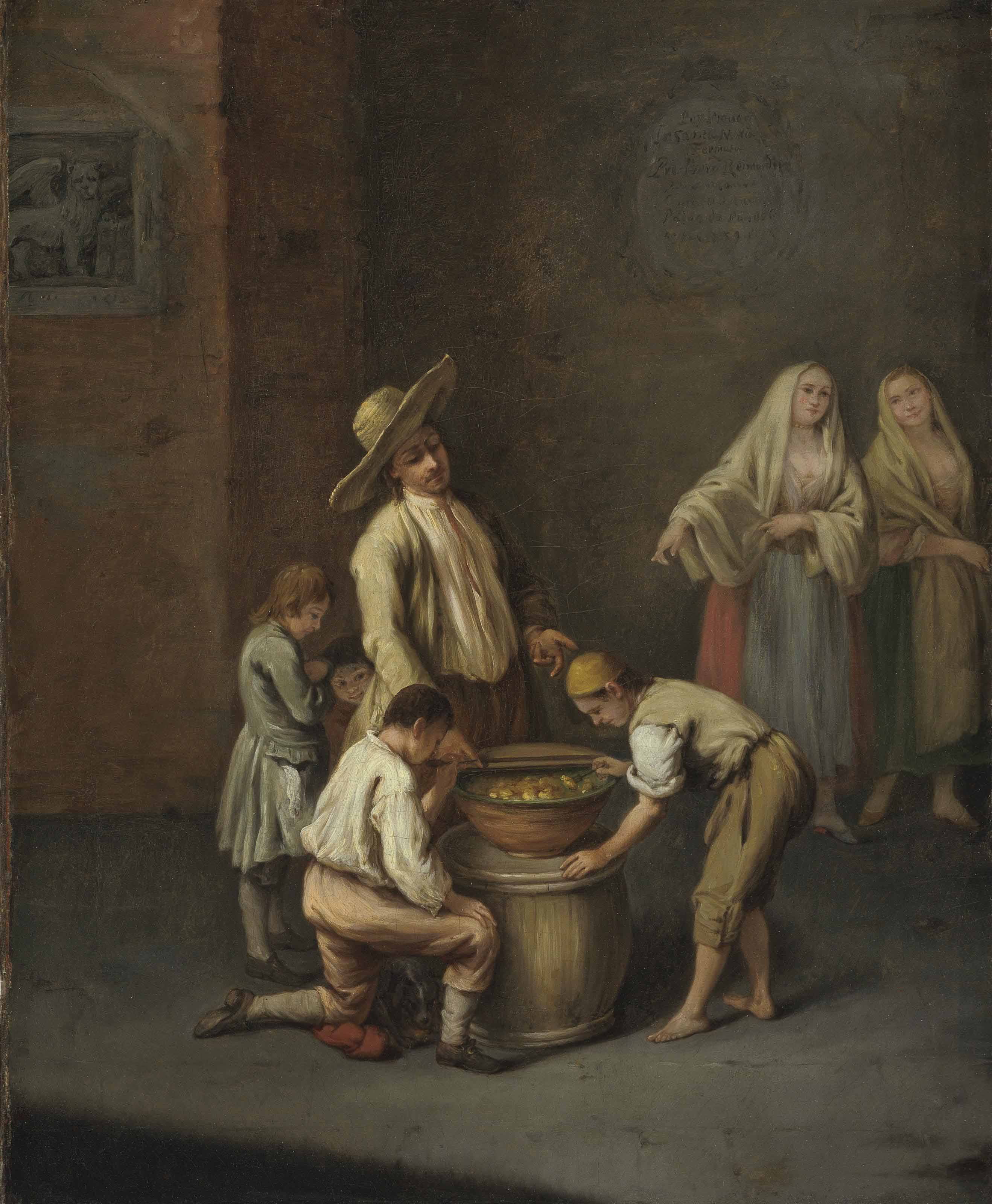
XVIII-wieczny sprzedawca fritole
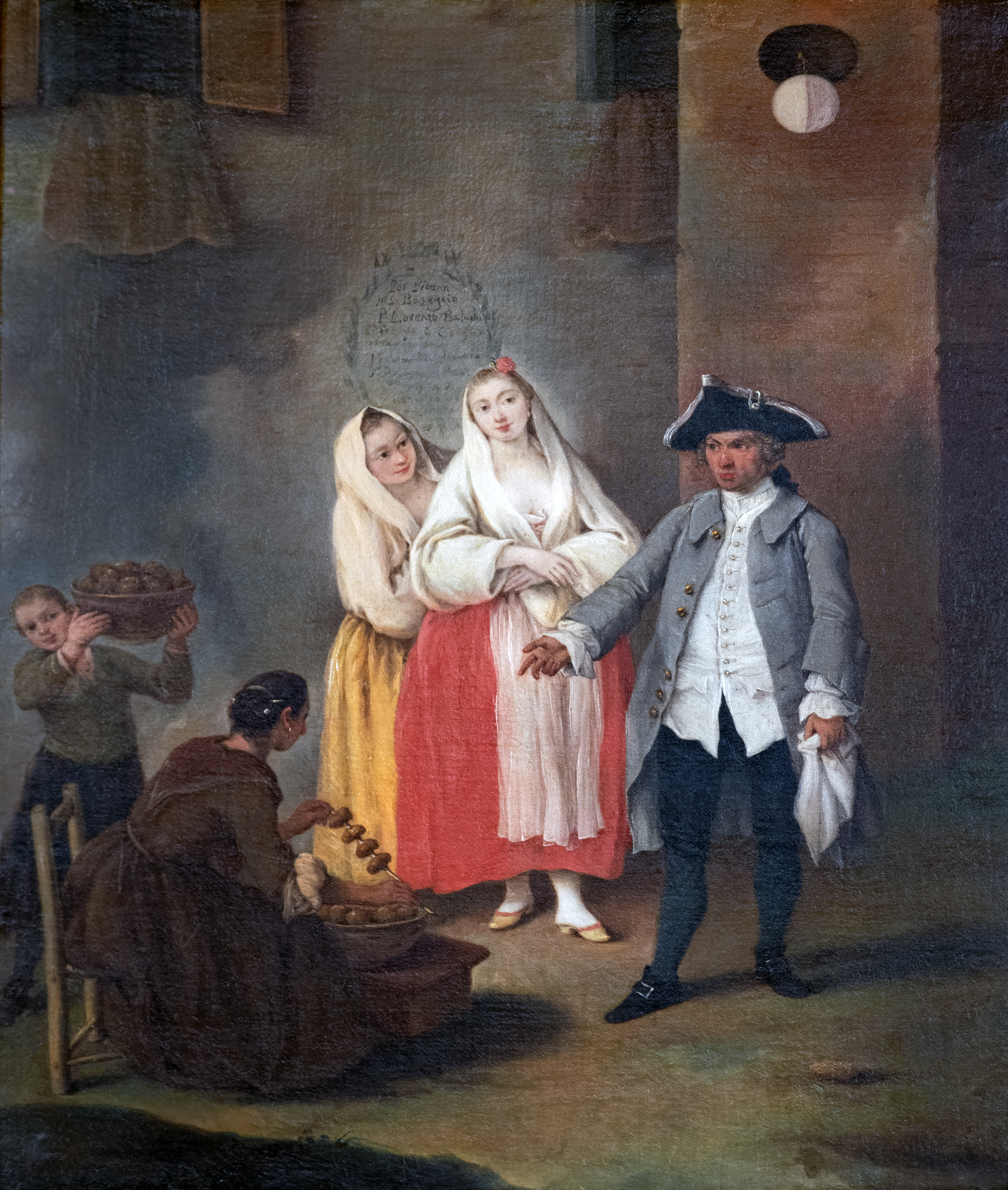
Fritole na patyku, Pietro Longhi, 1755 rok
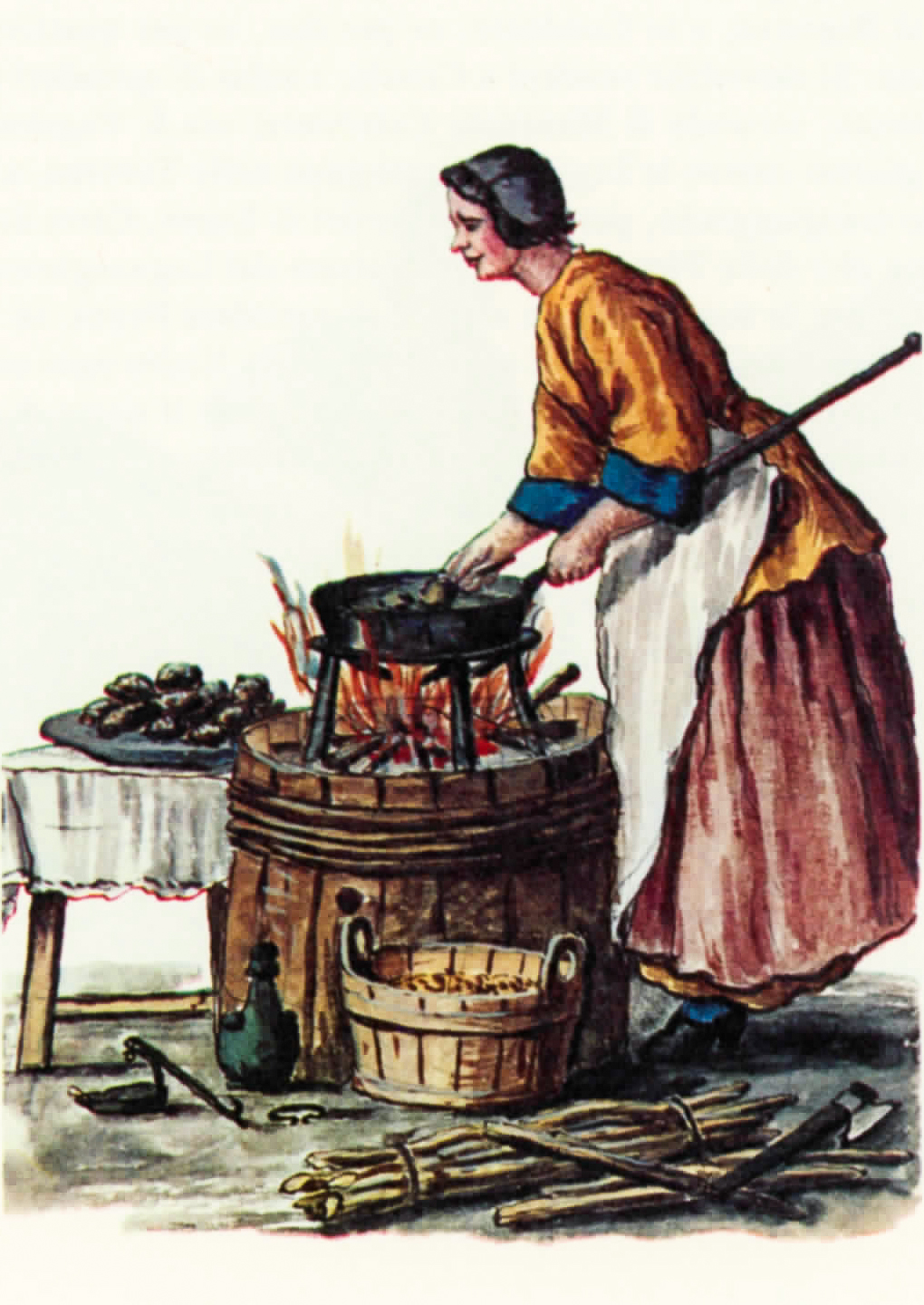
Giovanni Grevembroch, kobieta smażąca frittelle – frittellara, 1750 rok